# Musei di Basilea

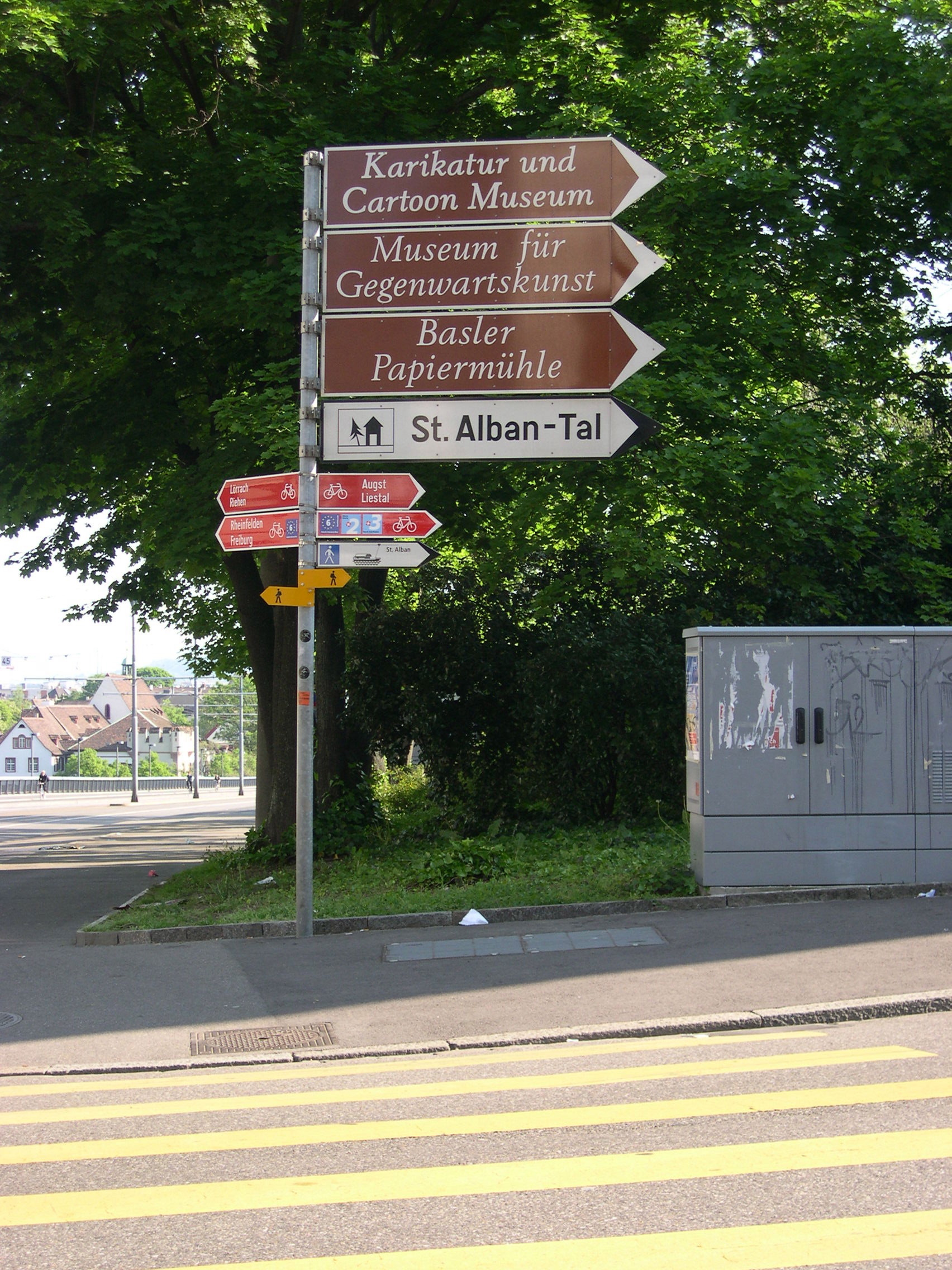
Guida ai musei di Basilea

I musei di Basilea e del suo bacino di utenza coprono un'ampia gamma di collezioni con fulcro nelle arti figurative e ospitano numerosi fondi di importanza internazionale. Con almeno una trentina di edifici, senza contare le collezioni di storia e geografia locale nei sobborghi, essi rappresentano una straordinaria concentrazione di musei in confronto alle regioni urbane di dimensioni simili. Ogni anno si registrano circa un milione e mezzo di visitatori.
I musei, che costituiscono una parte essenziale e in grado di creare un senso di identità della cultura e della politica culturale basilesi, si basano su uno stretto intreccio di attività collezionistiche e di promozione culturale private e pubbliche risalente fino al XVI secolo. I musei statali del Cantone di Basilea Città sono nati nel 1661 con l'acquisto del gabinetto privato Amerbach da parte della città e dell'Università di Basilea e sono quindi la più antica collezione museale esistente senza interruzioni di una comunità borghese. Dagli anni ottanta sono state rese accessibili diverse collezioni in nuovi edifici divenuti celebri come architettura museale d'avanguardia.

## Panorama dei musei
Il fulcro delle collezioni esposte nei musei di Basilea è rappresentato dalle arti figurative – pittura, disegno e scultura. Oltre una decina di musei copre una gamma che va dall'antichità ai nostri giorni, presentando sia opere d'arte storiche e affermate sia oggetti di impronta pionieristica. In particolare questi ultimi sono stati resi accessibili negli scorsi due decenni in musei di nuova apertura. Sono presenti collezioni di carattere locale e regionale, tuttavia di grande importanza sono l'orientamento e il carisma internazionali, soprattutto per le grandi case; esse beneficiano di una lunga tradizione collezionistica che, a differenza di molti musei mitteleuropei, non è stata toccata dalle guerre del XX secolo, nonché dell'eccellente rete di collegamenti della sede di Basilea con il mercato dei commercianti e dei collezionisti d'arte – ad esempio tramite la fiera Art Basel.

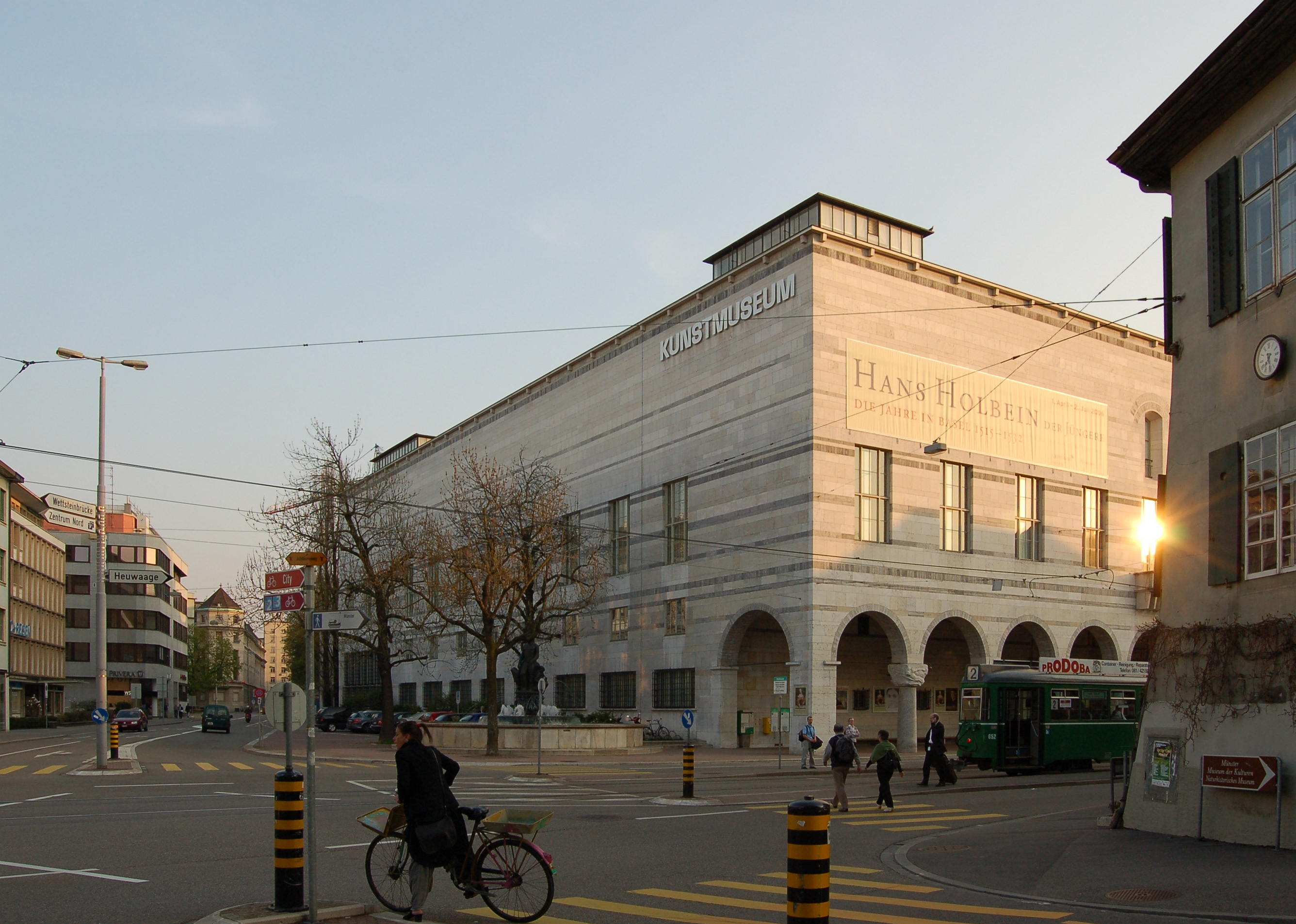
Museo d'arte di Basilea; pittura e disegni di artisti dell’Alto Reno dal XIV al XVI sec., arte del XIX e del XX sec.
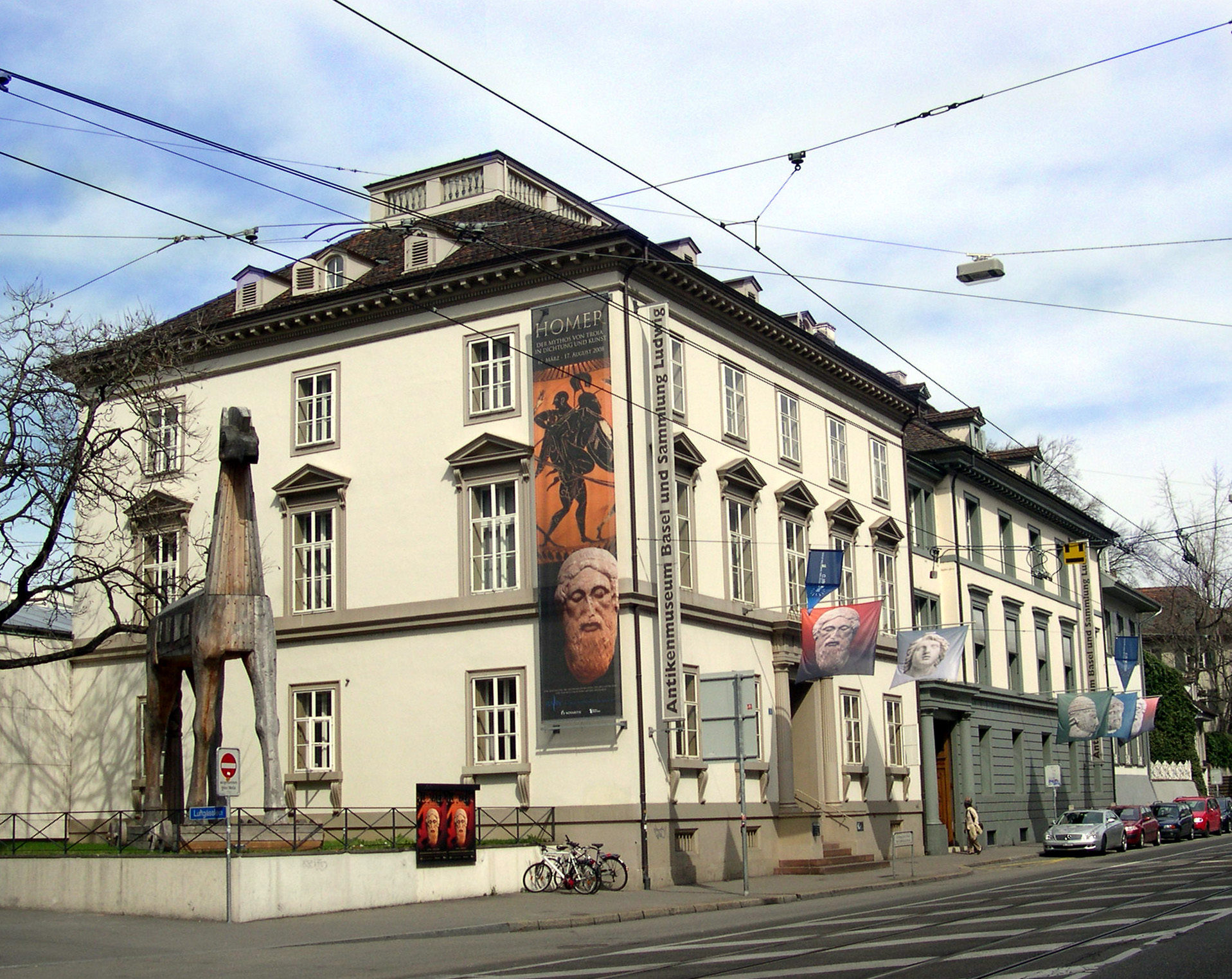
Museo delle antichità di Basilea e Collezione Ludwig; arte antica e cultura del bacino mediterraneo
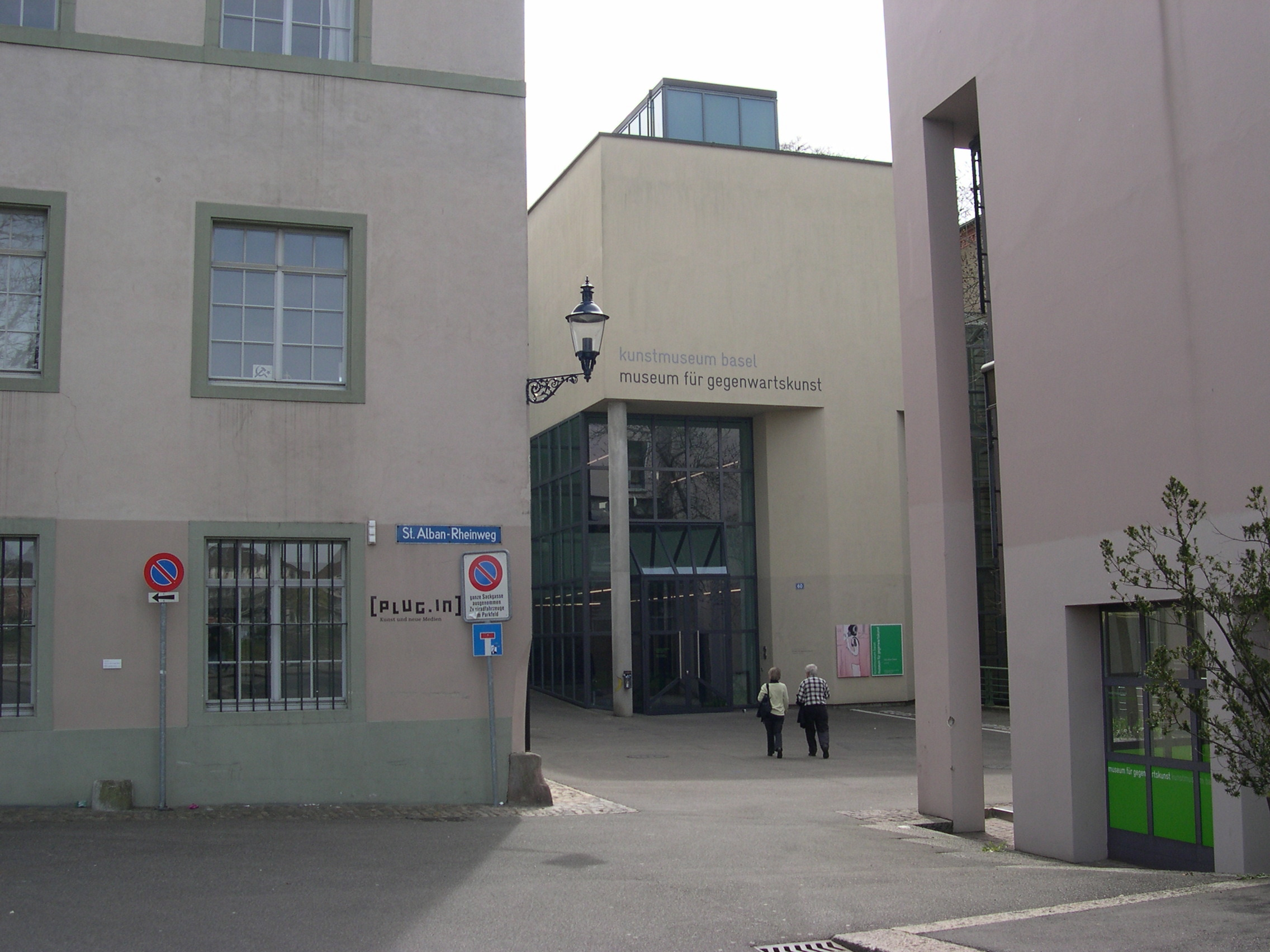
Museo d'arte contemporanea
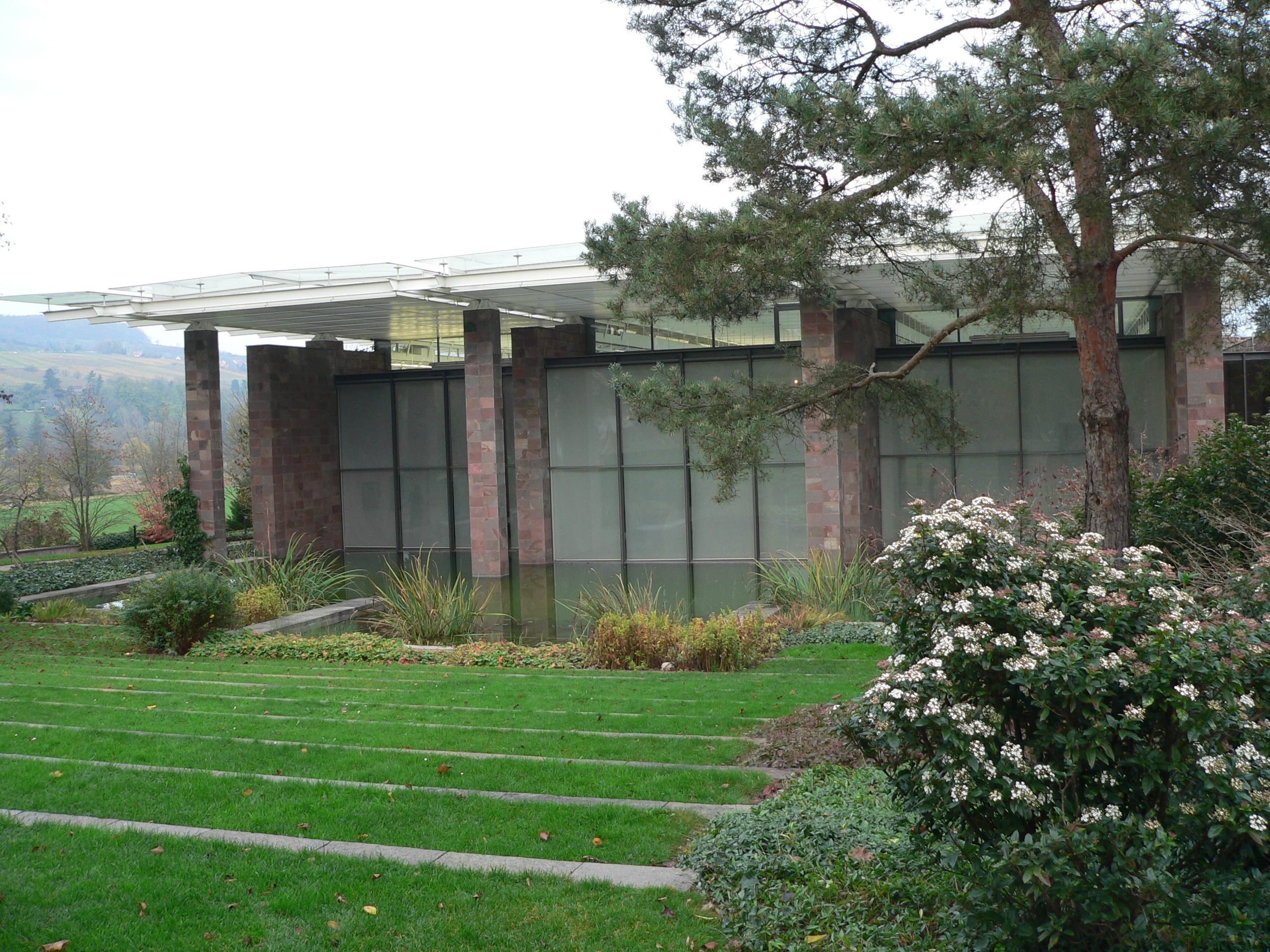
Fondazione Beyeler; arte moderna classica del XX sec.

Numerosi musei si occupano dei più disparati temi di storia della cultura ed etnologici, inoltre esistono collezioni dedicate alla tecnica e alle scienze naturali. I musei continuano ad essere orientati agli scopi scientifici della raccolta, della conservazione e dell'esposizione, così come alla ricerca e alla formazione o almeno li intendono come parte della propria attività. Tuttavia, come anche accaduto altrove, a partire dagli anni sessanta la tradizionale immagine di sé è andata perdendosi. Oltre alle nuove forme di contatto con il pubblico (pedagogia e didattica museali), sono venute a crearsi configurazioni istituzionali miste che aspirano attivamente a ricoprire un ruolo politico-sociale rilevante in cui l'attività del museo costituisce un'unica, ma importante sfaccettatura di una funzione culturale di più ampio respiro.

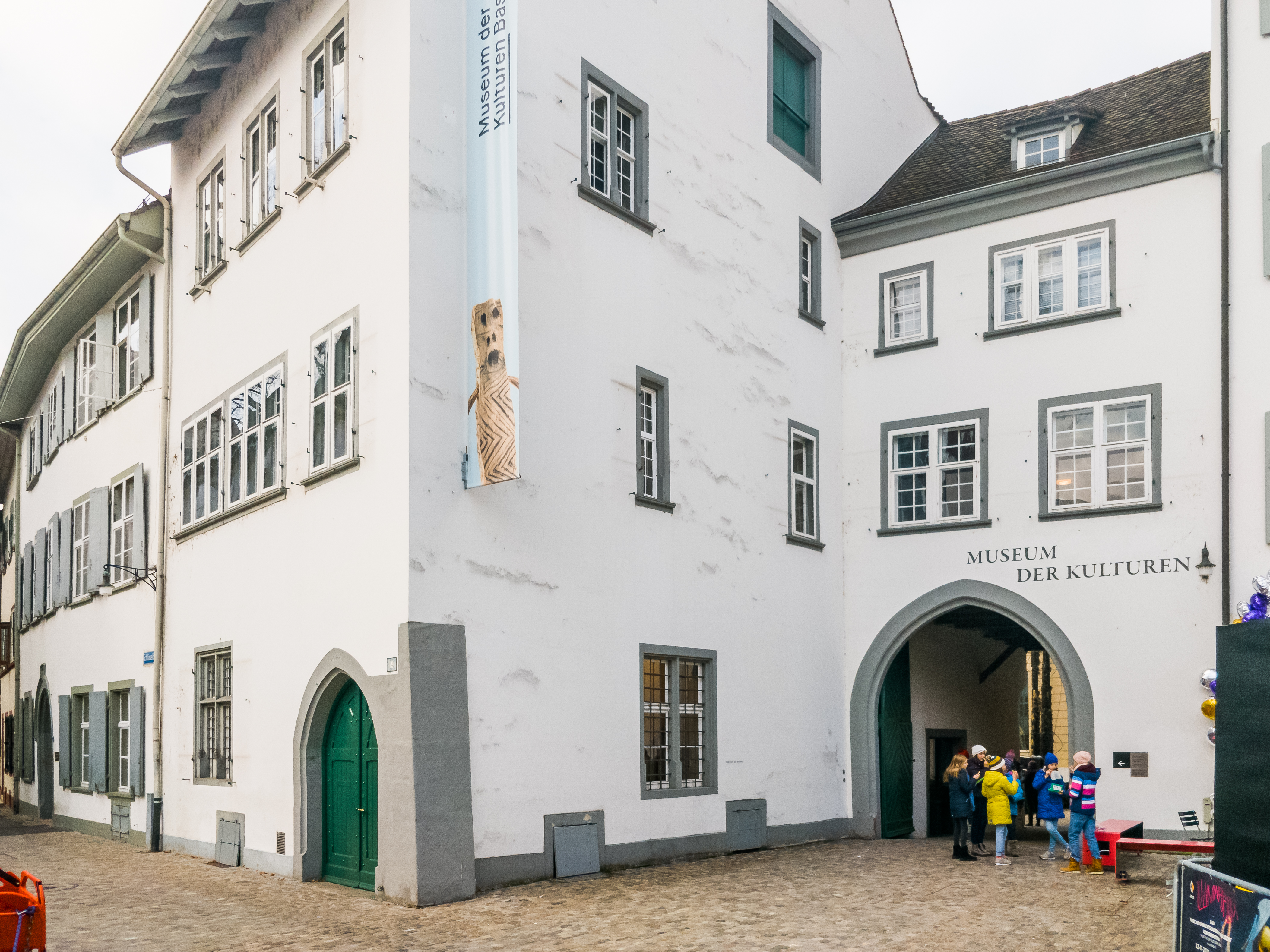
Museo delle culture di Basilea; etnologia europea ed extraeuropea (Tibet, Bali, Mari del Sud, America precolombiana)
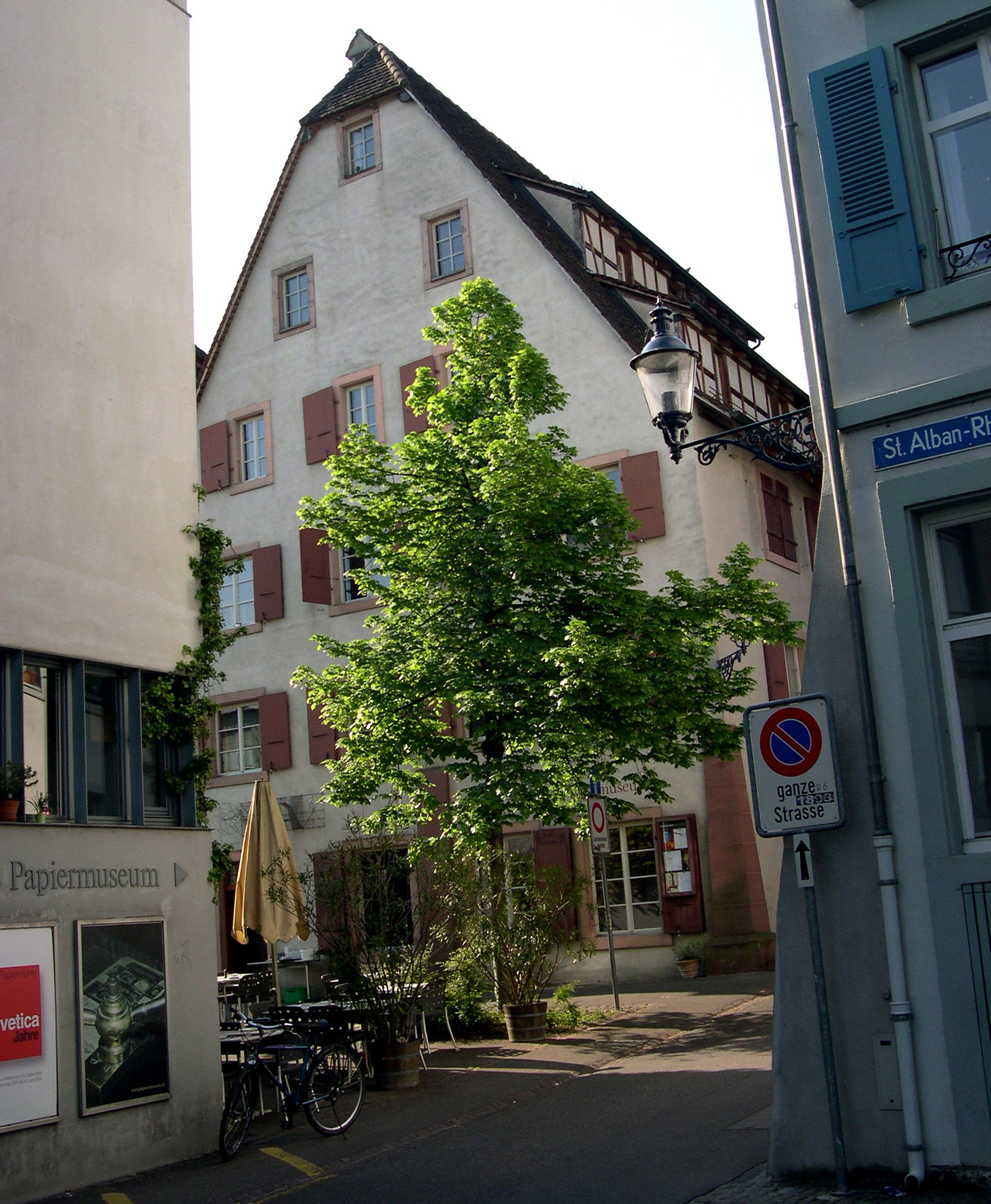
Museo svizzero della carta – Mulino della carta di Basilea; produzione di carta e cultura della scrittura
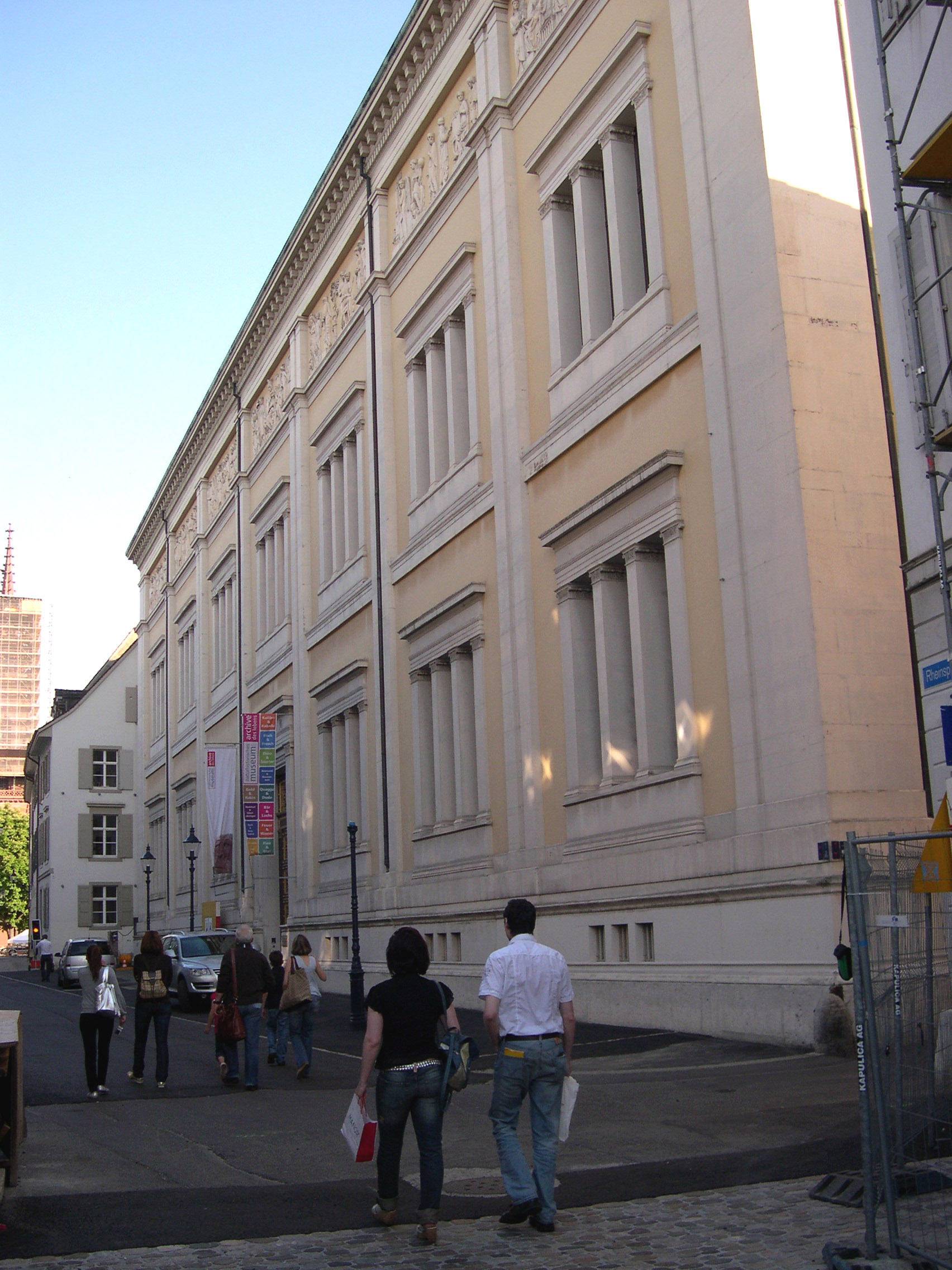
Museo di scienze naturali di Basilea; zoologia, entomologia, mineralogia, antropologia, osteologia e paleontologia
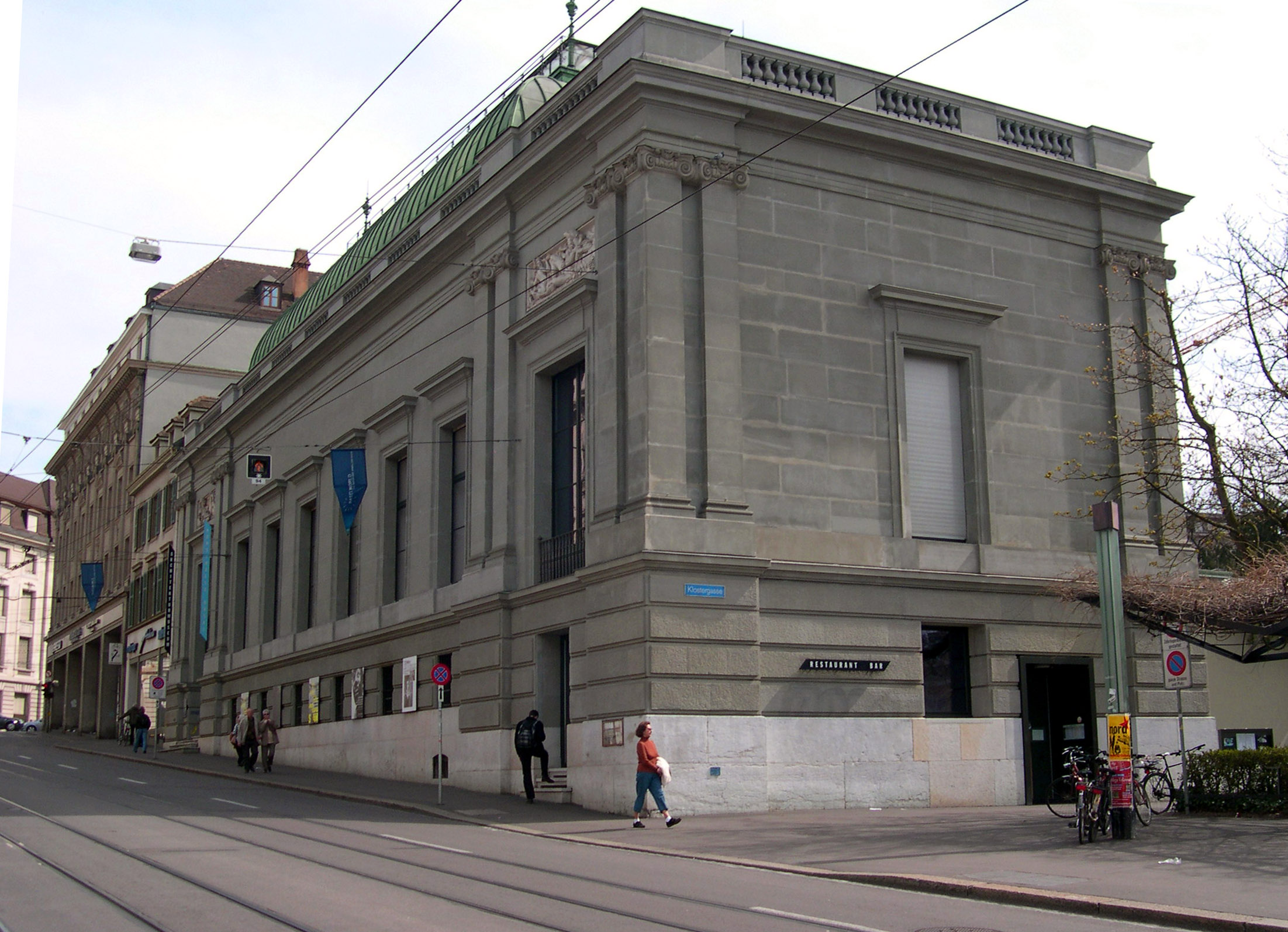
Museo dell’architettura svizzero nella Kunsthalle di Basilea; architettura e urbanistica internazionali del presente

La posizione della città nel punto in cui si incontrano tre paesi e la piccola dimensione della regione di Basilea fanno sì che gran parte dei musei di Basilea si trovi nella città di Basilea e quindi nel Cantone di Basilea Città, tuttavia alcuni musei hanno sede anche nel Cantone di Basilea Campagna. Nel panorama dei musei basilesi si possono inoltre annoverare i musei dell'agglomerato di Basilea, come quelli delle vicine città di Lörrach, Saint-Louis e Weil am Rhein, che nel caso del Museo Vitra Design di Weil am Rhein sono regolarmente inclusi nell'annuale Notte dei musei di Basilea. A fronte delle unità amministrative comunali, regionali e nazionali che si incontrano in questa sede nonché della sovrapposizione dell'agglomerato, non esiste un numero di musei basilesi definibile in maniera univoca; tuttavia, anche considerando un'area limitata, sono accessibili collezioni in almeno tre dozzine di edifici. I musei di Basilea sono anche associati al «Pass Musei dell'Alto Reno» («Oberrheinischer Museumspass») franco-svizzero-tedesco, introdotto nel 1999, che nel frattempo si è esteso ben oltre la regione di Basilea, arrivando fino a Strasburgo e a Mannheim.

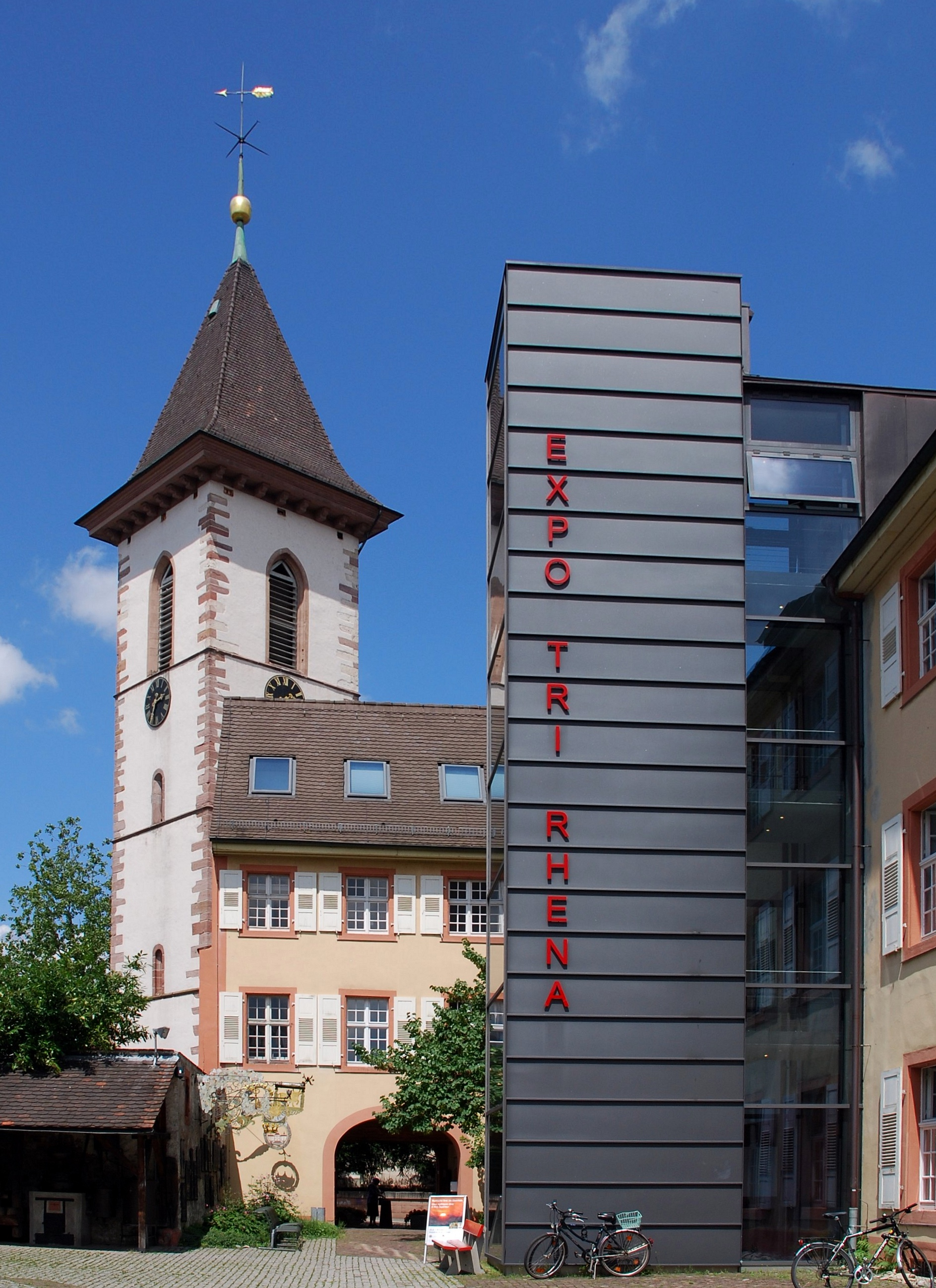
Museo am Burghof di Lörrach; storia e presente della regione delle tre frontiere
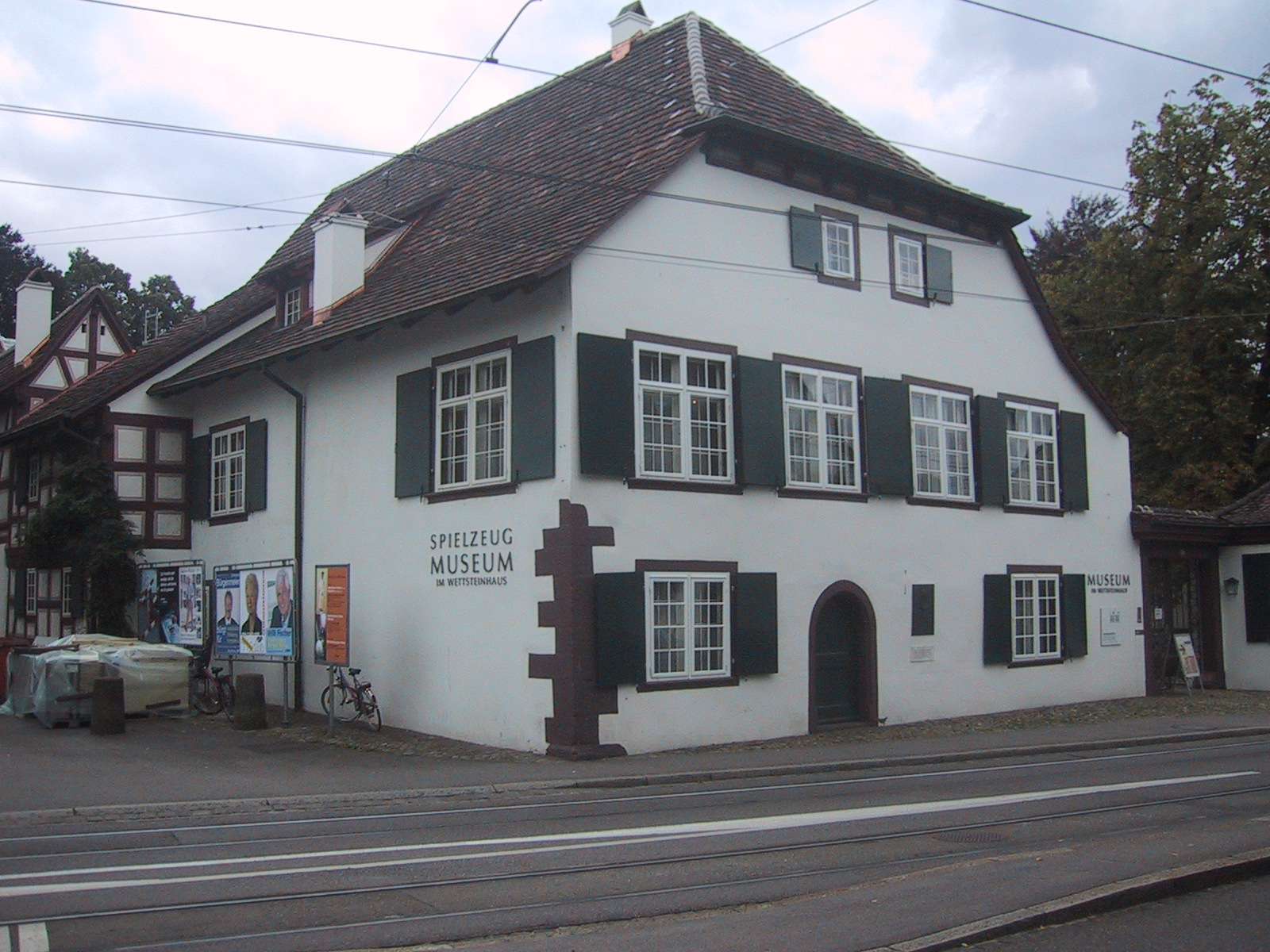
Museo del giocattolo, Museo civico e della viticoltura di Riehen; giocattoli, vita rurale e viticoltura
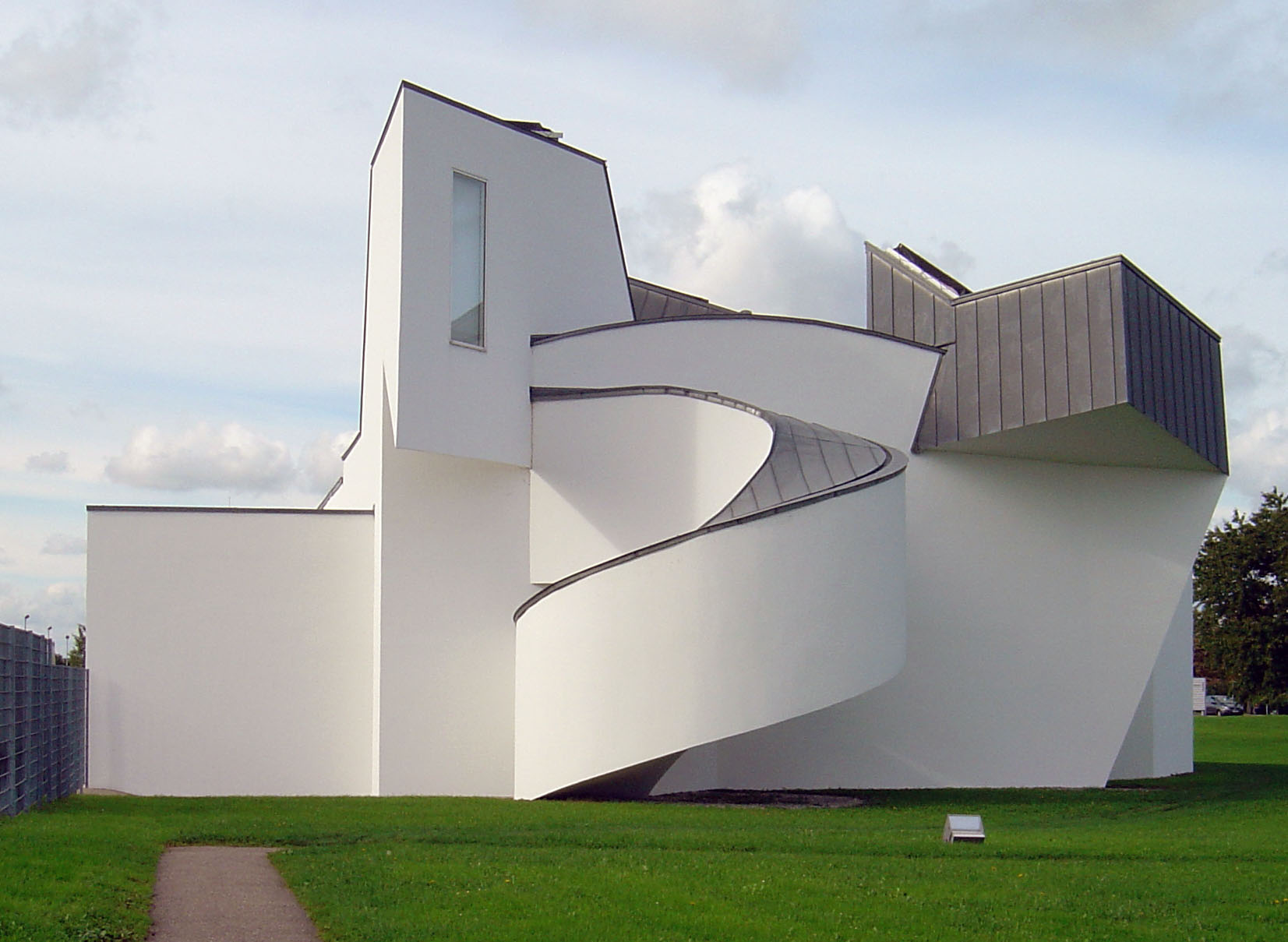
Museo Vitra Design di Weil am Rhein; design di mobili e architettura
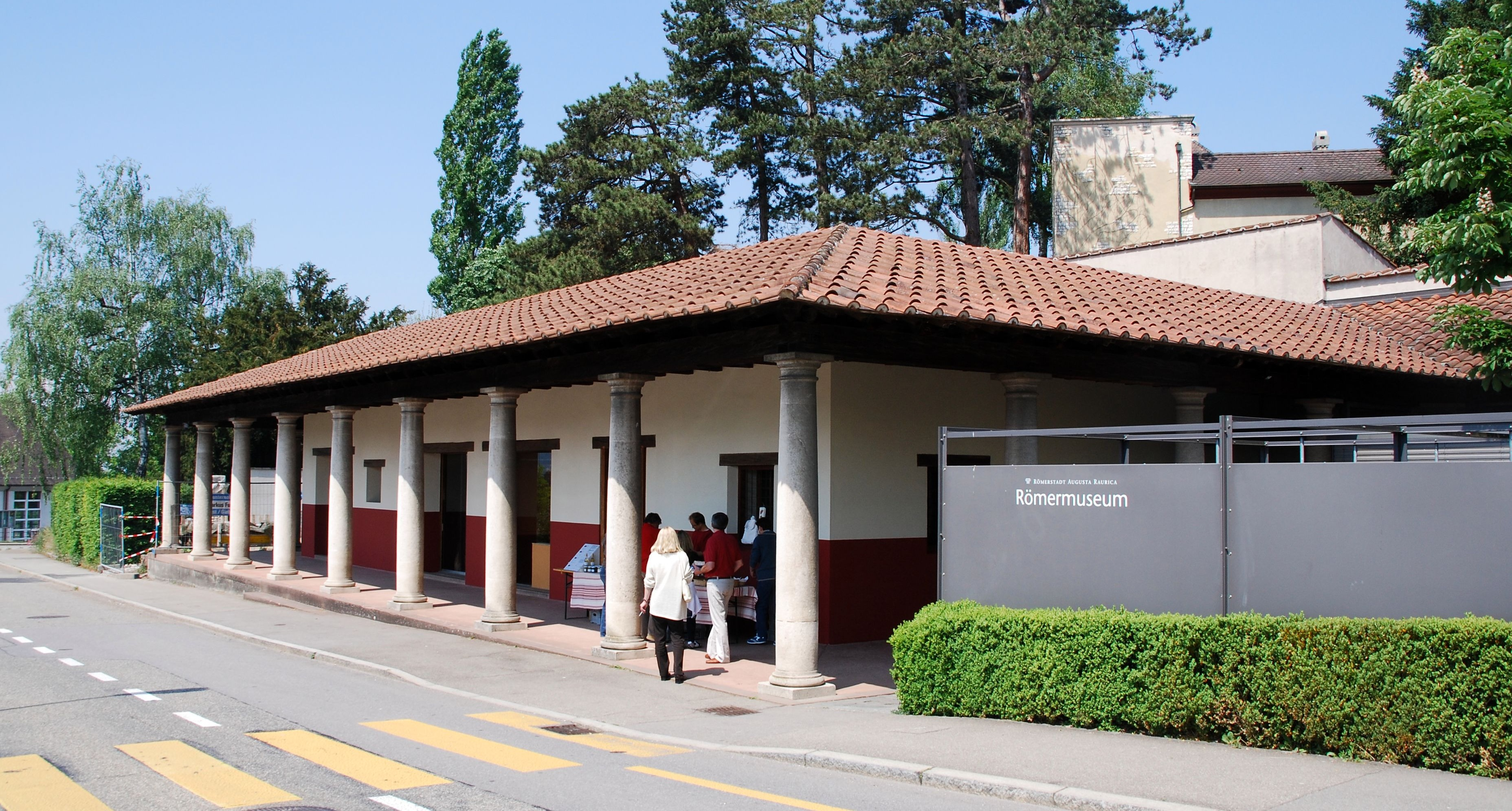
Casa romana di Augusta Raurica; ritrovamenti della città romana e parco archeologico

Con la crescente estetizzazione del mondo vitale, dagli anni ottanta l'architettura museale riveste un'importanza particolare. Spesso agli edifici espositivi è stato applicato un vistoso linguaggio formale postmoderno e decostruttivista. Anche a Basilea e nei suoi dintorni sono sorti nuovi edifici, costruzioni annesse o vi sono stati restauri, progettati da architetti di fama nazionale e internazionale (Renzo Piano, Zaha Hadid, Frank O. Gehry, Wilfried e Katharina Steib, Herzog & de Meuron, Mario Botta) e riconosciuti come architettura museale avanguardistica. Per alcuni musei il patrimonio edilizio è invece antico o molto antico, poiché si tratta di abitazioni o di esercizi commerciali o ancora di conventi e di chiese trasformati in spazi espositivi.

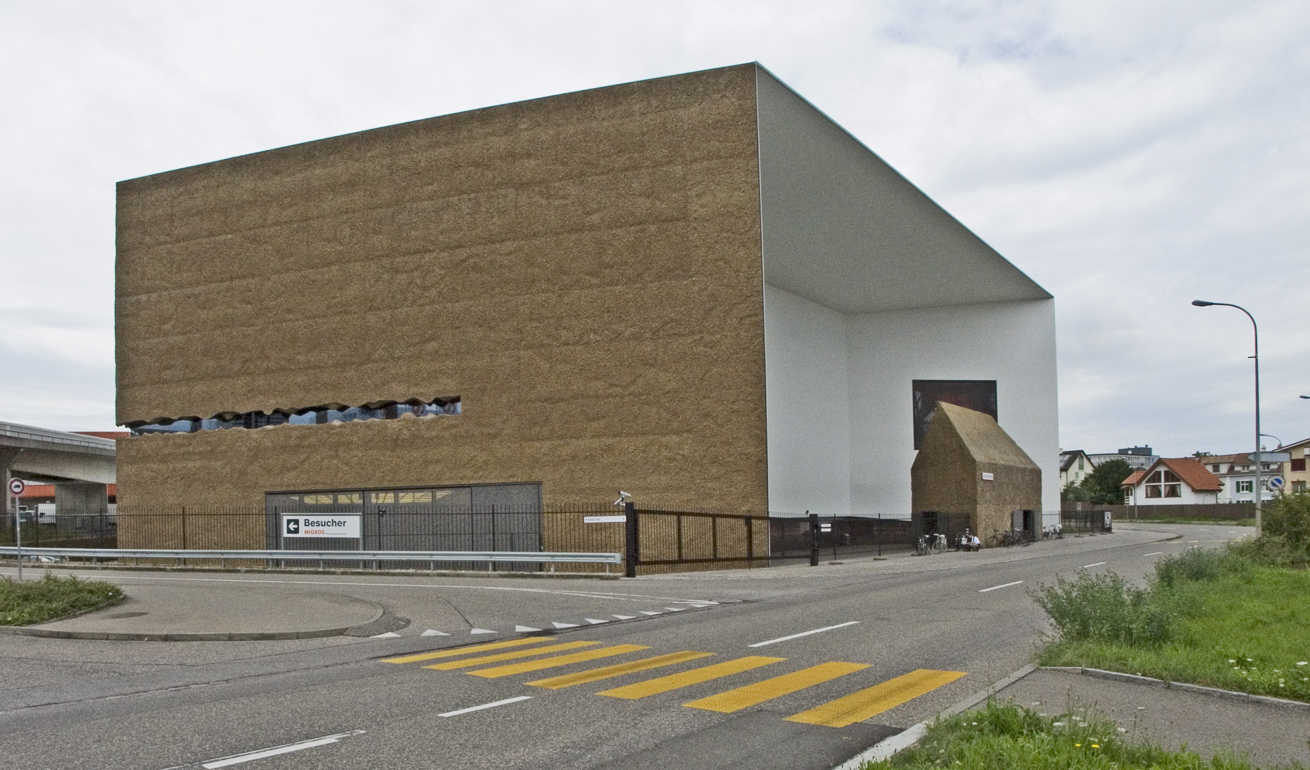
Schaulager (architetti Herzog & de Meuron); Fondazione Emmanuel Hoffmann
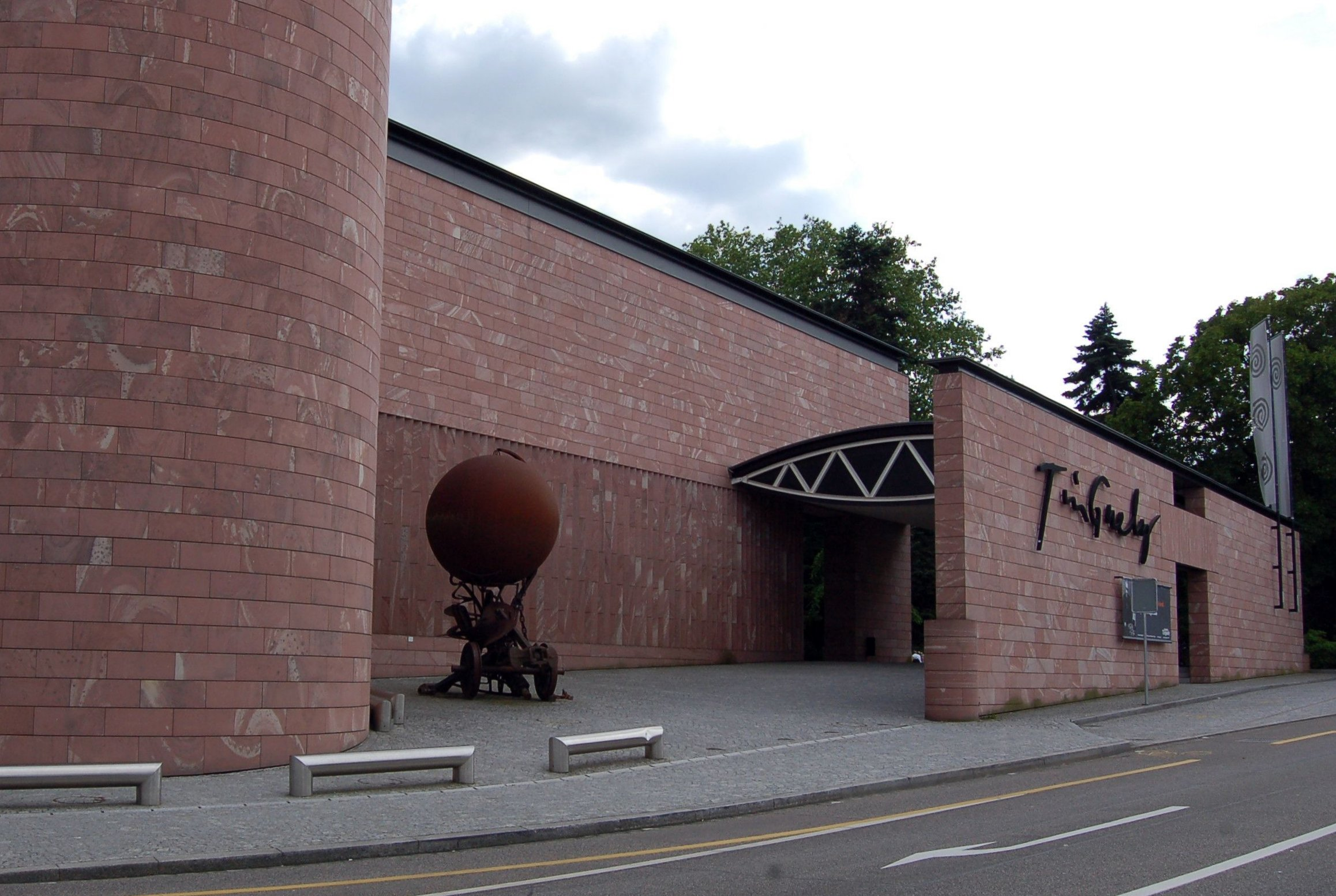
Museo Tinguely (architetto Mario Botta); Jean Tinguely e i suoi contemporanei
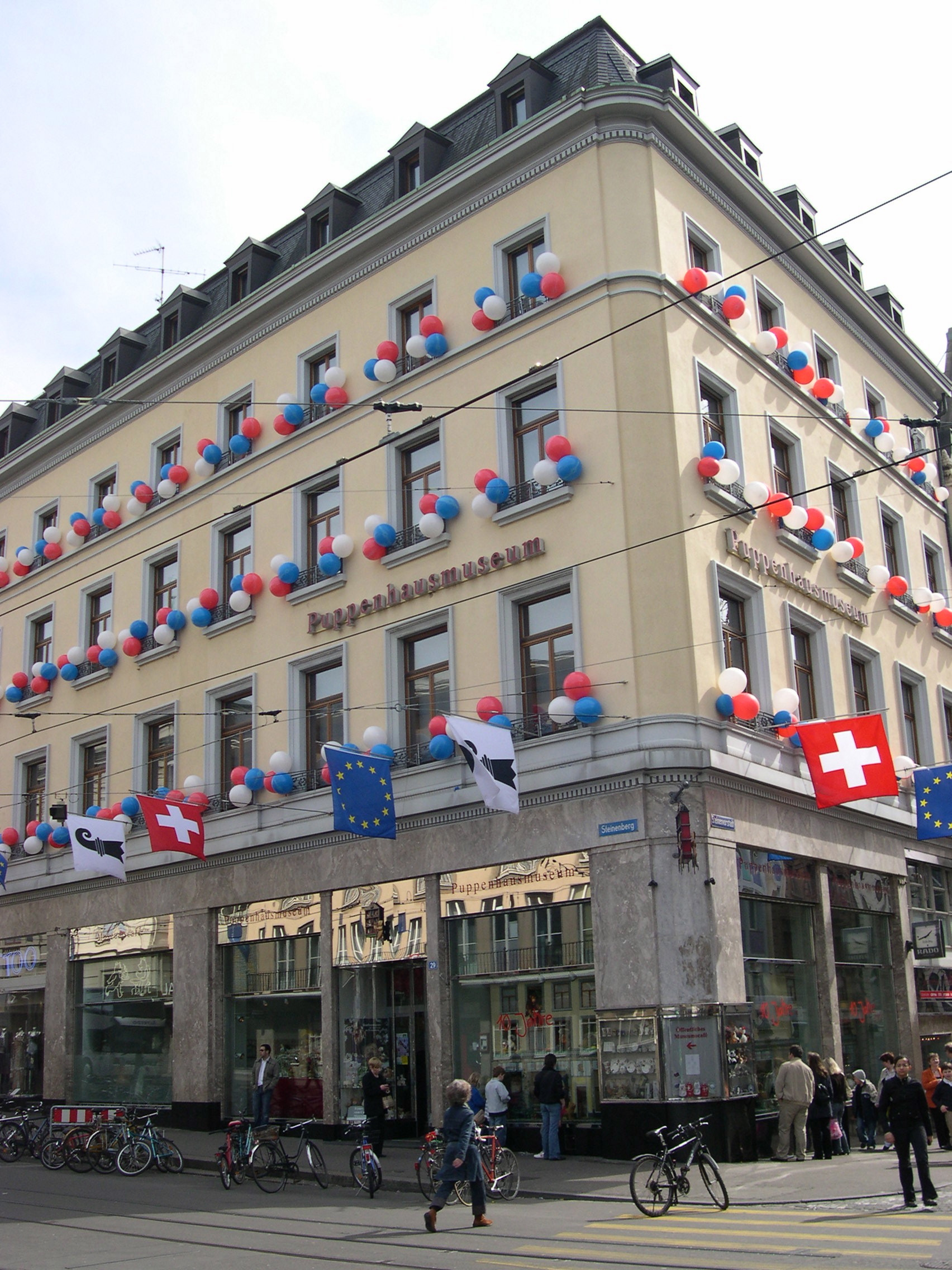
Museo della Casa delle bambole sulla Barfüsserplatz; bambole, orsacchiotti, miniature
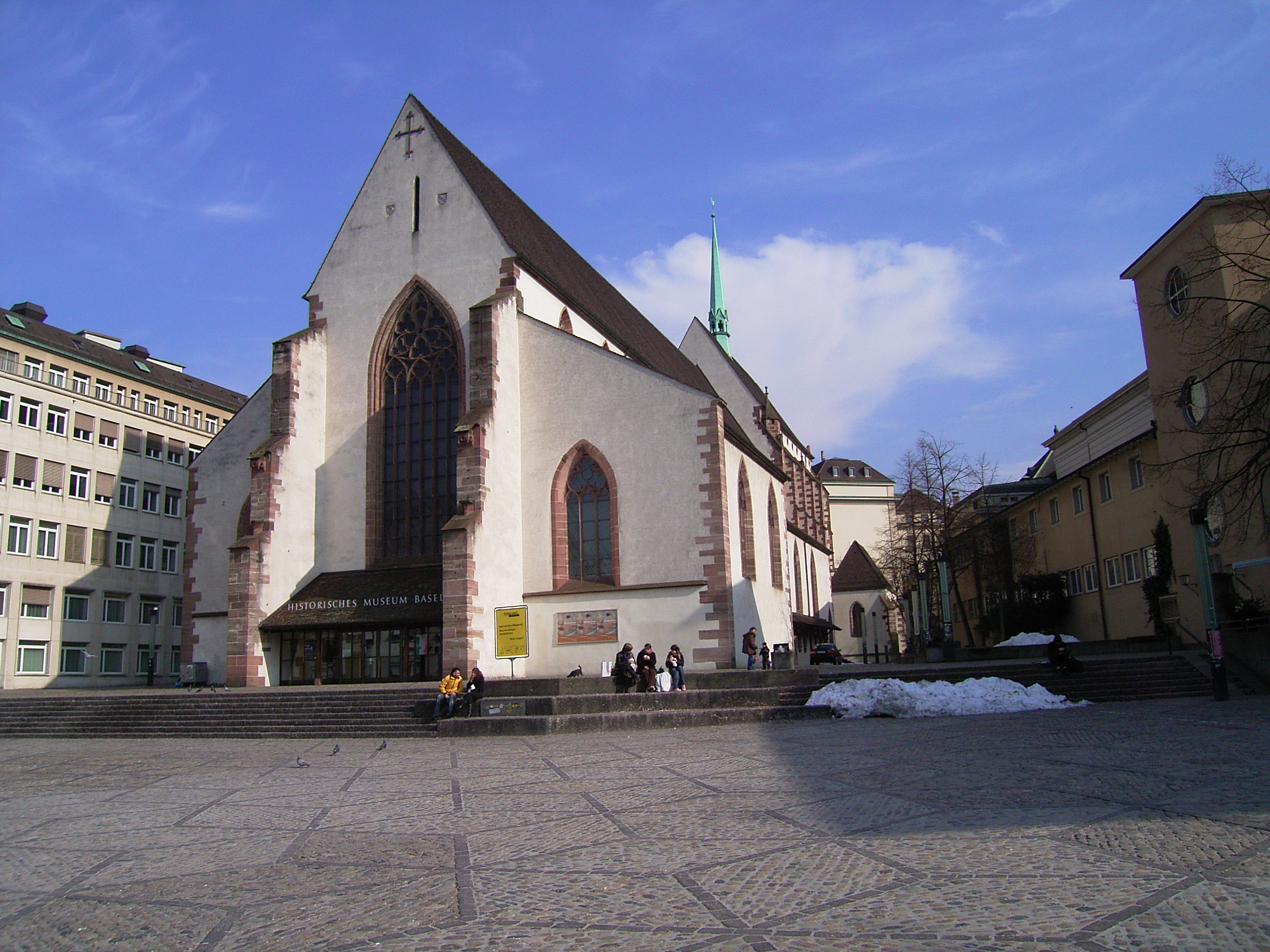
Museo storico di Basilea – Barfüsserkirche; storia culturale della città di Basilea e dell’Alto Reno

I musei rappresentano un elemento centrale dell'interesse turistico di Basilea e quindi un importante fattore economico. In parte essi sono istituzioni pubbliche, anche se la maggioranza è tuttavia rappresentata da enti di diritto privato e quindi per lo più sostenuti da fondazioni. Oltre all'elevata concentrazione di musei in confronto ad altre città e ad altri bacini geografici urbani di dimensioni simili, queste collezioni private hanno non da ultimo contribuito alla grande qualità museale. Le collezioni private sono nate quasi tutte dopo la Seconda guerra mondiale mentre i musei pubblici risalgono per lo più all'epoca precedente. Le collezioni dei cinque musei statali del Cantone di Basilea Città si sono persino sviluppate nel corso di più secoli.

## Sviluppo dei musei

### Musei in città

#### Prime collezioni

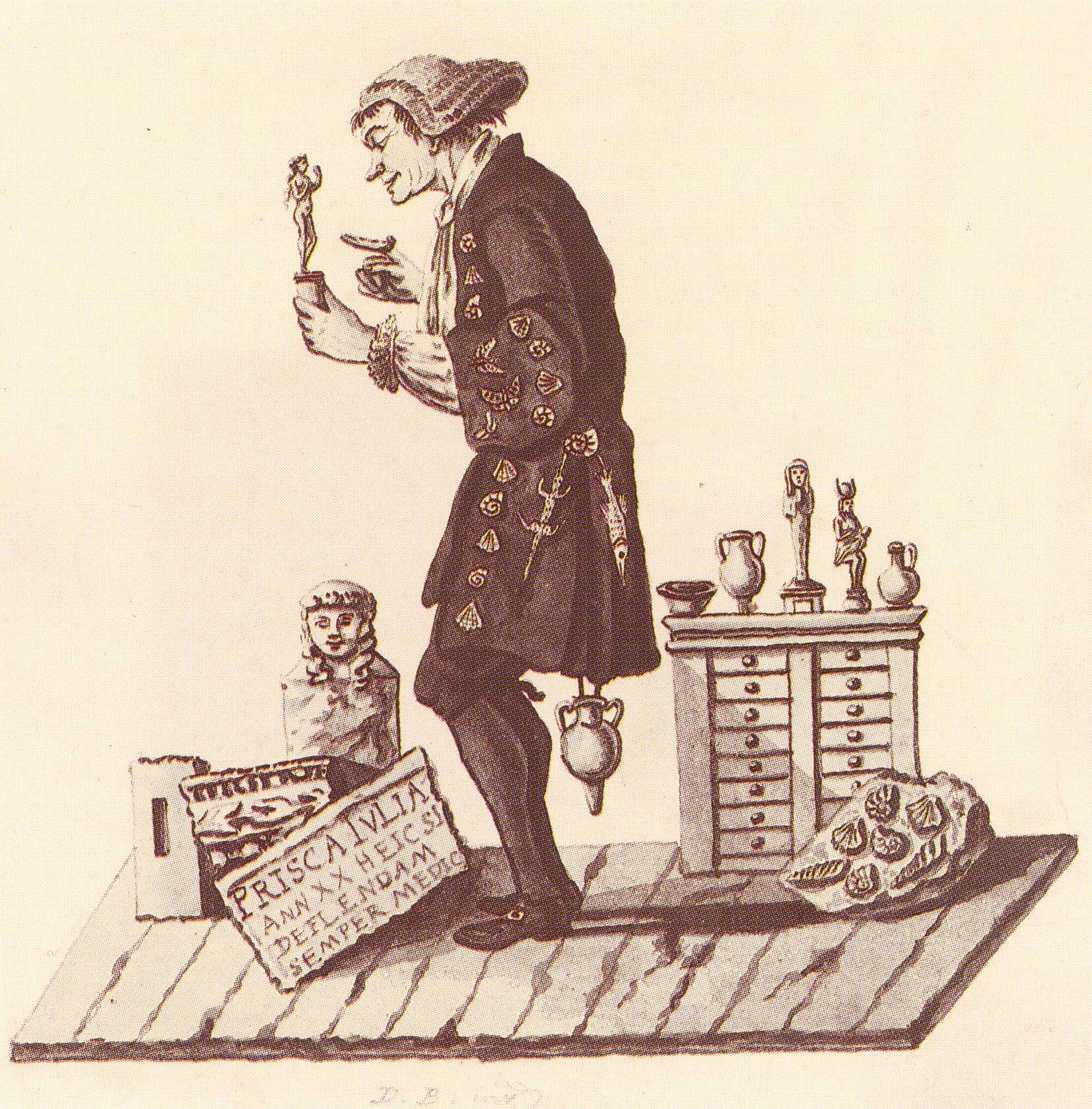
Caricatura del professore universitario basilese Johann Jakob d'Annone (1728-1804) che lasciò in eredità il suo gabinetto di reperti di storia naturale e di antichità alla collezione pubblica conservata nell'edificio Haus zur Mücke.

La nascita della prima collezione pubblica è strettamente legata all'Università di Basilea e ai gabinetti librari, artistici e naturali degli inizi dell'età moderna, di cui a Basilea si trovavano alcuni esempi. In particolare la famiglia di tipografi Amerbach raccolse durante il XVI secolo un gran numero di libri, dipinti, opere orafe, monete e reperti di storia naturale. Nel 1661, dopo un'offerta di acquisto proveniente da Amsterdam, allora centro europeo per il commercio di oggetti da collezione, il gabinetto Amerbach era sul punto di essere sciolto. Su iniziativa del sindaco Johann Rudolf Wettstein, la città e l'Università decisero di acquistare congiuntamente la collezione, mantenendone così la sede a Basilea. Insediata a partire dal 1671 nell'edificio Haus zur Mücke presso la Münsterplatz, la collezione non costituiva tuttavia un museo vero e proprio. Il suo scopo principale era quello di essere una biblioteca universitaria, mentre soltanto alcune sale al primo piano erano riservate agli oggetti artistici e ai reperti naturali. L'intera collezione era gestita da due bibliotecari.

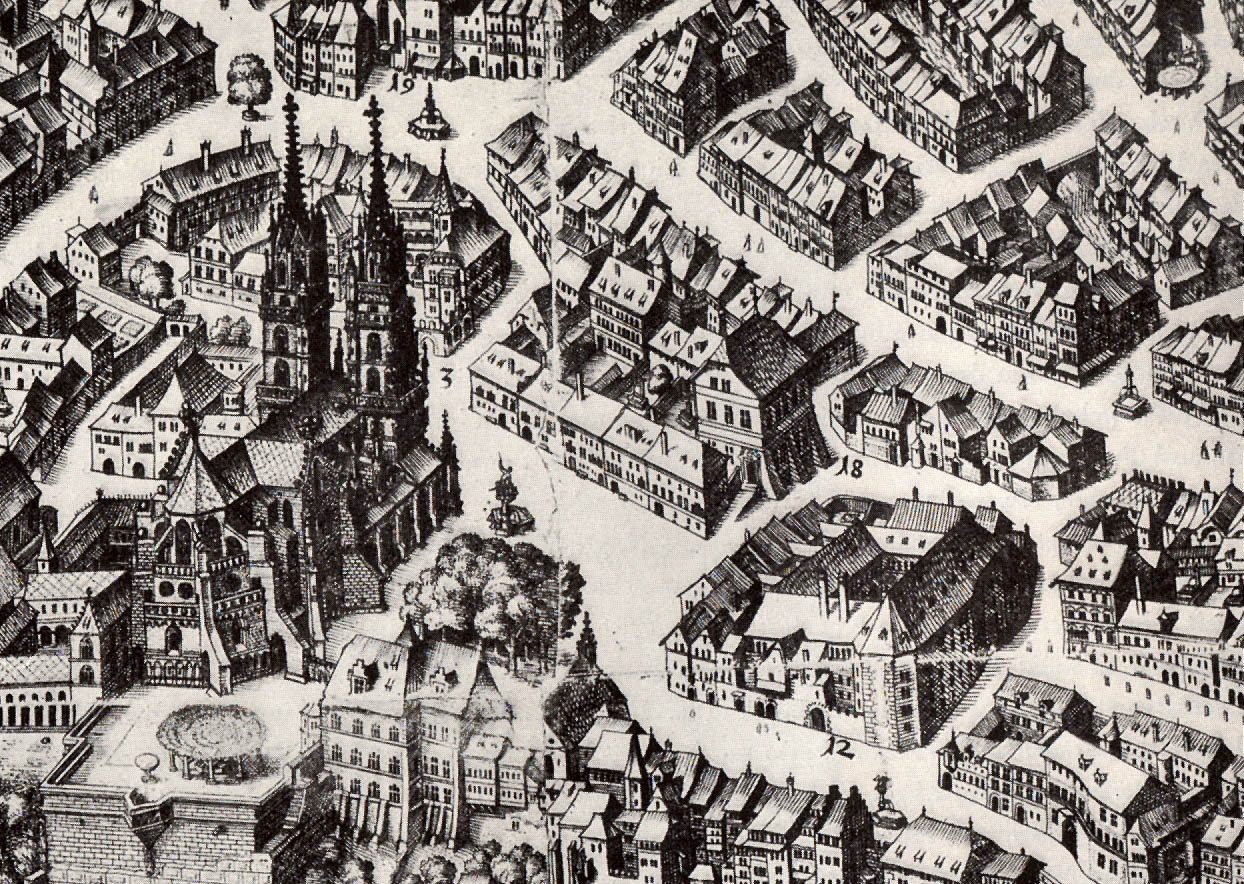
La Münsterplatz con l'edificio Haus zur Mücke (al centro, a sinistra della cifra 18) ed ex convento nella Augustinergasse, sede del primo museo in senso proprio nel 1849 (in basso, accanto alla cifra 12)

Dopo la seconda metà del XVIII secolo, il patrimonio di libri e di oggetti aumentò notevolmente nel corso degli sforzi di istruzione illuministici. Importanti fondi di antichità, monete, fossili e reperti di storia naturale fecero il loro ingresso nell'edificio Haus zur Mücke grazie ad acquisti, donazioni o eredità di collezionisti privati. Nel 1823 un'acquisizione particolarmente importante fu il Museo Faesch (Museum Faesch), una collezione basilese del XVII secolo. La prima raccolta etnologica correlata arrivò con il «gabinetto messicano», costituito dal commerciante Lukas Vischer tra il 1828 e il 1837 durante i suoi viaggi in America Centrale. Nel 1821 furono prelevati i reperti di storia naturale provenienti dai fondi dell'edificio Haus zur Mücke per fondare nel «Falkensteiner Hof», sempre sulla Münsterplatz, un museo di storia naturale, di cui facevano parte anche i gabinetti di apparecchiature degli Istituti di Fisica e di Chimica.
La vera roccaforte artistica di Basilea era però il municipio, la cui ricca decorazione e manutenzione rappresentarono un incarico permanente della città dagli inizi del XVI secolo, procurando incarichi a numerosi artisti. Nell'Arsenale di Basilea doveva essere esistito un «angolo museale» sin dal XVI secolo. Benché qui, come altrove, venissero scartate le armi non più utilizzabili per la guerra, un numero significativo di esse venne conservato, cosa che è possibile spiegare con il fatto che i guardiani immagazzinavano i reperti militari ormai inutili risalenti al Medioevo o agli inizi dell'età moderna per il loro valore di ricordo. Memorabili erano in primo luogo i trofei veri e presunti provenienti dal bottino delle guerre borgognone del 1476 che spettarono a Basilea e che ancora dopo secoli venivano mostrati ai curiosi. Al contrario, la conservazione del tesoro della cattedrale di Basilea, che aveva perso ogni valore liturgico con la Riforma protestante, non aveva alcun carattere museale; infatti gli oggetti di culto conservati per tre secoli nella sacrestia della cattedrale rimasero nascosti agli sguardi fino al 1833, comparendo nei bilanci statali unicamente come valore contabile.

#### Primo edificio museale

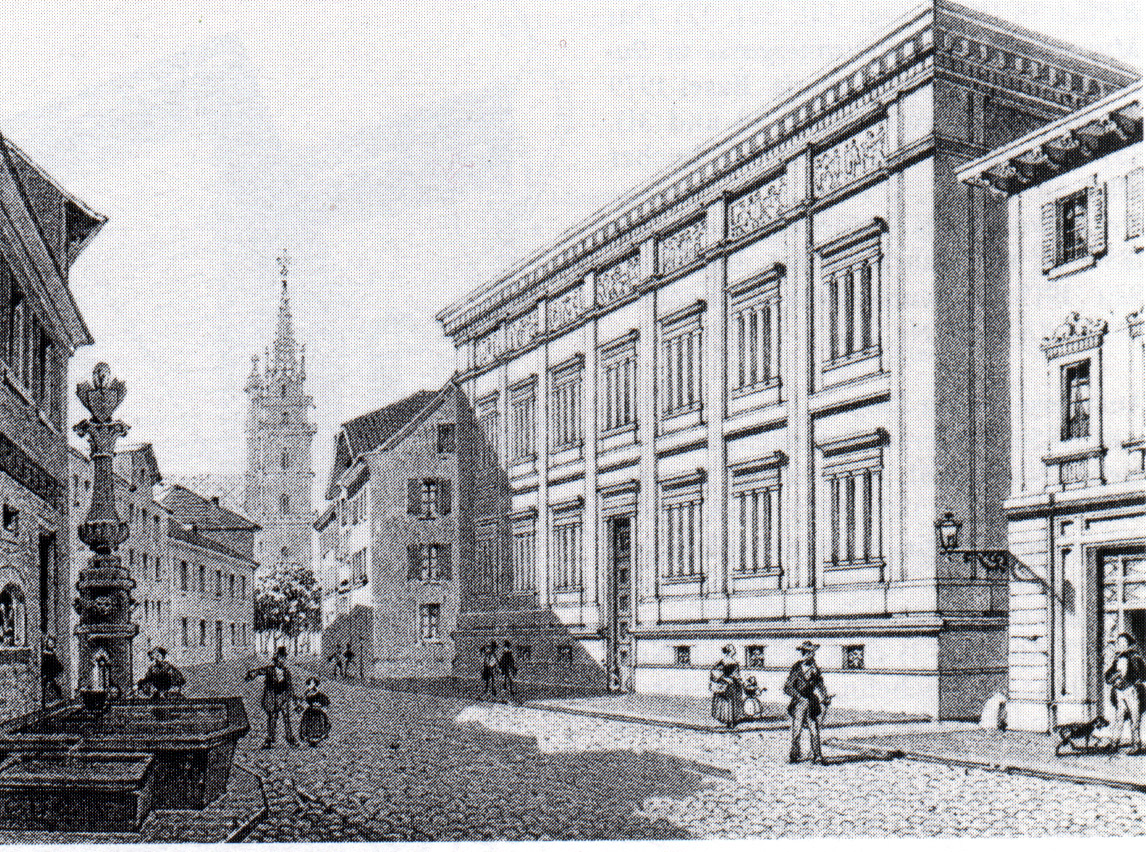
Il Museo sulla Augustinergasse a Basilea, vista in direzione della Münsterplatz, XIX sec.

Già nel 1767 il docente universitario Johann Jakob d'Annone aveva fatto sistemare le immagini e altri oggetti degni di nota al piano terra, prima vuoto, dell'edificio Haus zur Mücke per avere più spazio per i libri al primo piano e creando una disposizione più sistematica; tuttavia, alcuni decenni dopo l'edificio e la sua infrastruttura non furono più sufficienti ad accogliere l'aumentato flusso di pubblico (a partire dal 1829 era aperto quattro giorni la settimana) e la moderna cultura del sapere affermatasi nel corso dell'Illuminismo. Mancava un elenco completo dei fondi e redigerlo era stato «finora assolutamente impossibile a fronte dei locali poco spaziosi, dove alcuni oggetti giacevano sepolti da decenni in angoli bui, sotto una spessa coltre di polvere».
Il problema della carenza di spazio venne risolto nel 1849 con il trasferimento della collezione nell'edificio multifunzionale di Melchior Berri sulla Augustinergasse, chiamato semplicemente «Museo»,, prendendo il posto del vecchio convento degli Agostiniani. Fu finanziato con un contributo statale unico e con le donazioni dei cittadini. A titolo di paragone, la costruzione monumentale tardo-classicistica, con pitture decorative e affreschi di Arnold Böcklin, è uno dei primi musei borghesi e il primo grande museo di Basilea. Chiaramente riconoscibile è l'influenza di Karl Friedrich Schinkel e della sua Accademia dell'architettura di Berlino (Berliner Bauakademie). Il suo programma spaziale e di utilizzo collegava tuttavia gli istituti universitari alla biblioteca, alle collezioni di storia naturale e d'arte. Ciò soddisfaceva anche i requisiti istituzionali dell'Università. Venivano considerate collezioni anche la maggior parte degli istituti sussidiari, dunque strutture che sostenevano l'insegnamento e la ricerca sull'oggetto. Erano quindi incluse le apparecchiature degli Istituti di Chimica e di Fisica o gli strumenti dell'Istituto Anatomico.

#### Suddivisione delle collezioni pubbliche in musei statali

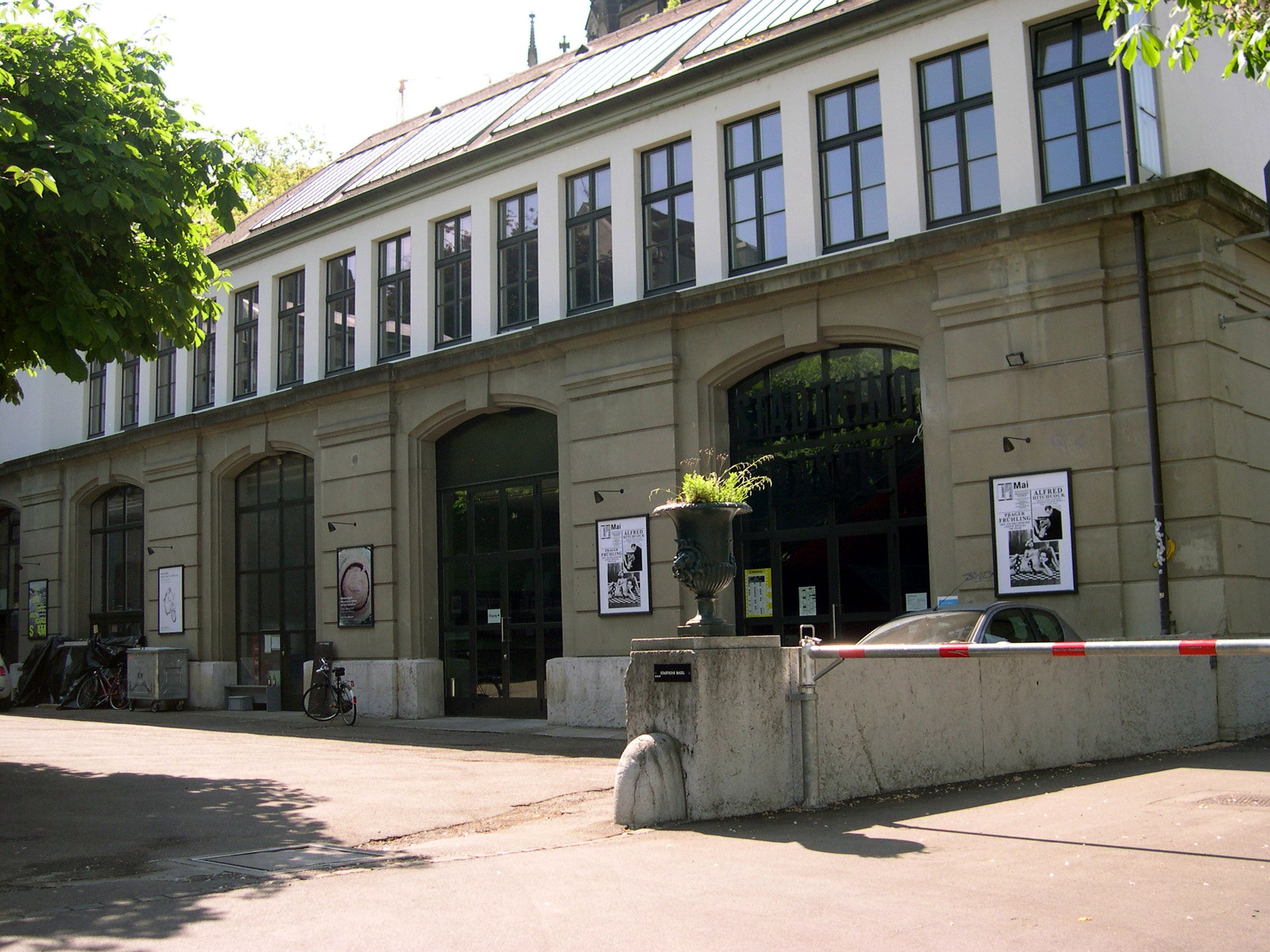
Ex Galleria delle sculture della Collezione d'arte pubblica, oggi sede dello Stadtkino Basel

Parallelamente alla specializzazione delle discipline di formazione e di ricerca cominciata all'inizio del XIX secolo, dal vasto patrimonio di oggetti basilesi si svilupparono raccolte istituzionali suddivise per settori scientifici. Esse erano completamente differenti rispetto alle camere delle meraviglie per cui, secondo il professore basilese Wilhelm Wackernagel, «[si cercava di accalappiare] in completa spensieratezza, con fervore metà pedante e metà infantile, unicamente curiosità». Il Museo di scienze naturali (Naturhistorisches Museum) allestito nel 1821 fu il primo passo verso la nuova direzione. Nel 1836 la Collezione d'arte divenne giuridicamente indipendente dalla biblioteca dell'Università e ricevette una propria commissione d'arte statale preposta alla sua sorveglianza. Nel 1856 la «collezione medievale», fondata nello stesso anno dai fondi del Museo sulla Augustinergasse sul modello del Museo nazionale germanico (Germanisches Nationalmuseum) di Norimberga, venne sistemata nei locali attigui e negli edifici annessi (Bischofshof, Niklauskapelle) della cattedrale di Basilea; nel 1887 i calchi di opere antiche giunsero nella Sala delle sculture (Skulpturenhalle) dell'Associazione d'arte basilese (Basler Kunstverein). Nel frattempo, nel 1874, anche gli Istituti di Chimica e di Fisica furono trasferiti nel nuovo edificio dedicato alle scienze naturali, chiamato Bernoullianum, per cui gli oggetti appartenenti al suo patrimonio persero il proprio carattere di pezzi da collezione per assumere il ruolo di dispositivi da laboratorio. Ma il Cantone era indeciso sull'ampliamento del museo per ospitare le sue collezioni. Il Museo sulla Augustinergasse era stato un inizio notevole, ma per quasi cinquant'anni rimase l'unico nel suo genere.

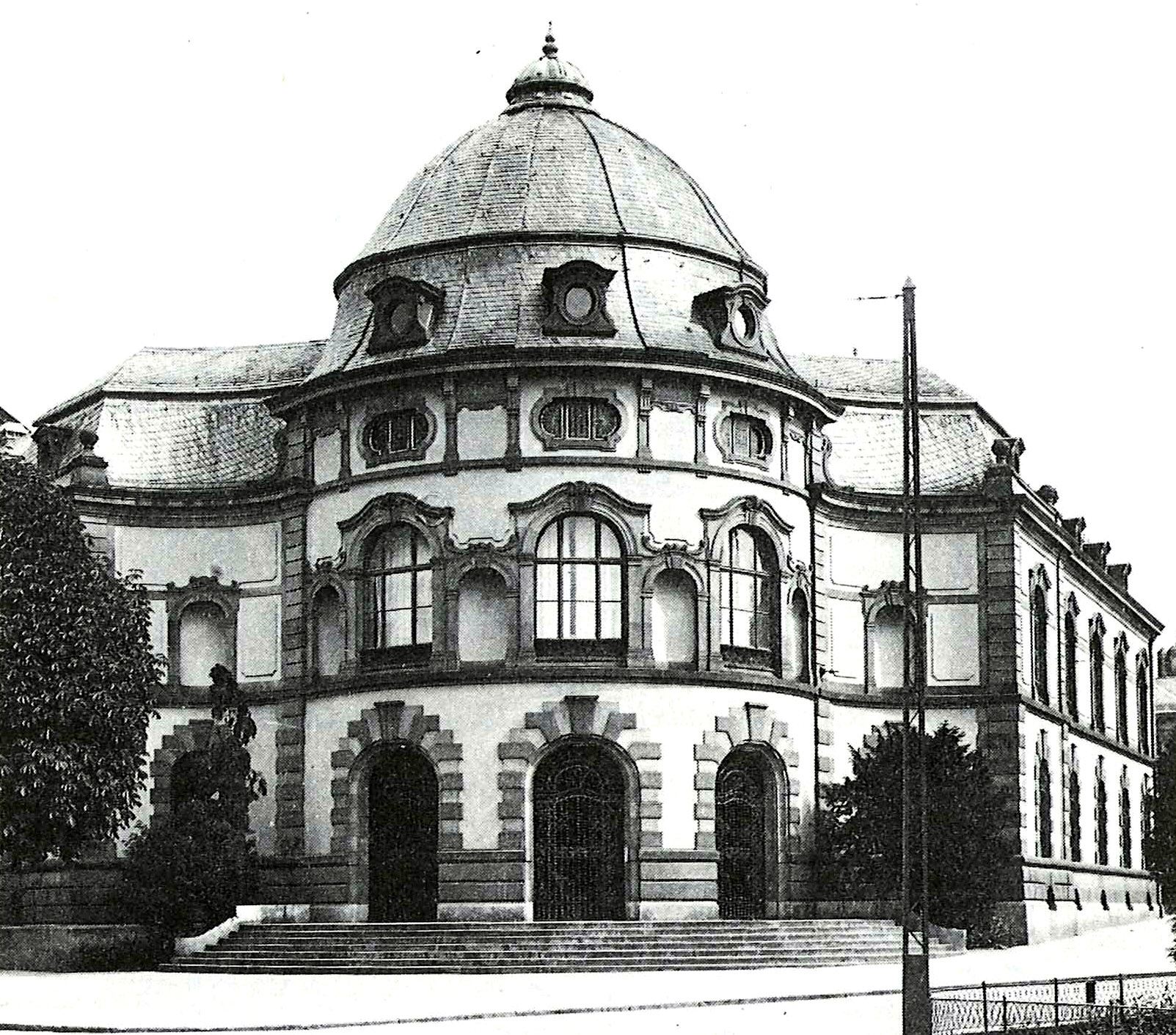
Biblioteca universitaria di Basilea, 1896

Nel 1892 la «Collezione antiquaria» (arte decorativa antica), fatta eccezione per gli oggetti etnologici, e la collezione medievale della cattedrale si unirono alle armi storiche dell'Arsenale formando il Museo storico di Basilea (Historisches Museum Basel) e a partire dal 1894 furono esposte nella chiesa restaurata Barfüsserkirche. Oggi ospita la più completa collezione storico-culturale dell'Alto Reno, presentando testimonianze dell'artigianato artistico (tesoro della cattedrale e arte orafa, pittura su vetro) e della cultura quotidiana (mobili, tappezzerie, gabinetto delle monete). Gli elementi di spicco sono oggetti risalenti al tardo Medioevo, al Rinascimento e all'epoca barocca. Nel 1896 l'intero patrimonio di libri fu collocato nella nuova biblioteca universitaria. La «Collezione etnografica», dal 1905 chiamata «Collezione di etnologia», poté essere trasferita nel 1917 in nuovi locali grazie all'ampliamento del Museo sulla Augustinergasse diventando il «Museo di etnologia» («Museum für Völkerkunde»). Esso ospita circa trecentomila oggetti e altrettante fotografie storiche ed è considerato come il più grande museo etnologico della Svizzera nonché uno dei più grandi d'Europa. La collezione comprende pezzi provenienti dall'Europa, dall'Antico Egitto, dall'Africa, dall'Asia (collezioni dedicate al Tibet e a Bali), dall'America precolombiana e dall'Oceania. Nel 1944 le autorità federali battezzarono i pezzi europei della collezione in «Museo svizzero di etnologia» («Schweizerisches Museum für Volkskunde»). Tale separazione non esiste più dal 1997: le collezioni extraeuropee ed europee sono riunite nel Museo delle culture di Basilea (Museum der Kulturen Basel), il cui nome indica che il fulcro del museo si è spostato dalla mediazione di «culture straniere» al dialogo interculturale. Il Museo di scienze naturali di Basilea (Naturhistorisches Museum Basel), che presenta la maggior parte dei settori delle scienze naturali (antropologia, mineralogia, paleontologia; vertebrati, insetti con la «Collezione di coleotteri Frey» e altri invertebrati), ha mantenuto sia la sua sede acquisita nel 1849 sia il suo nome tradizionale. Le sue collezioni, con circa otto milioni di oggetti strettamente correlati alla ricerca sulle scienze naturali, sono chiamate «archivi della vita».

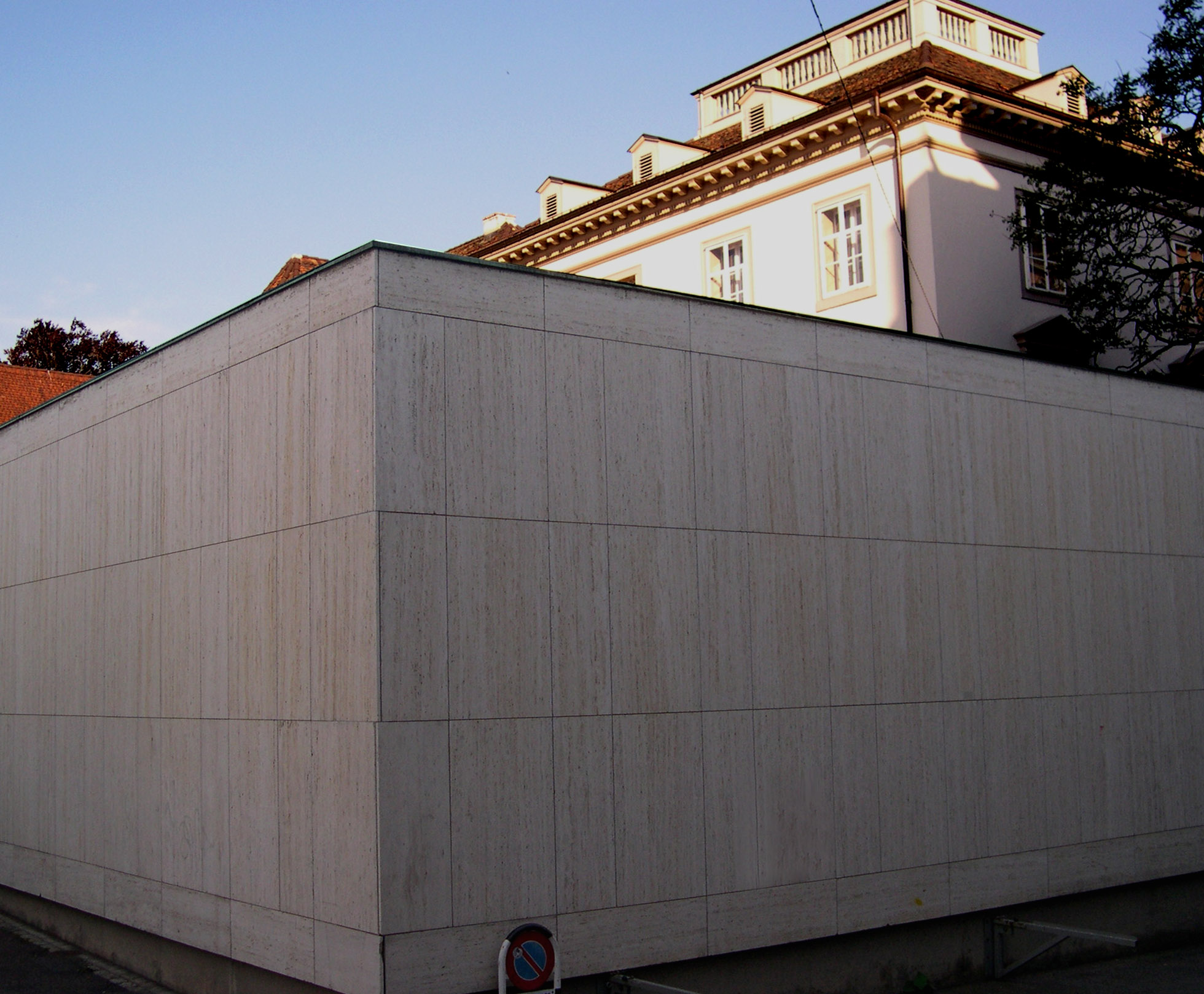
Museo delle antichità di Basilea e Collezione Ludwig, retro con l'ampliamento della sala del lucernario

Nel 1849, al piano superiore del Museo sulla Augustinergasse era stata allestita la collezione d'arte pubblica, che tuttavia ebbe a soffrire di problemi di spazio sempre più notevoli a causa del suo ampliamento. Nel 1936, dopo una progettazione durata circa trent'anni, la collezione giunse nel Museo d'arte di Basilea (Kunstmuseum Basel). Ancora nel 1922 essa si allargò con le filiali «Augustinerhof» sulla Augustinergasse (gabinetto di disegni e stampe) e «Bachofenhaus» sulla Münsterplatz (collezione Bachofen con altri fondi) e dal 1928 la sua parte principale trovò domicilio provvisorio nella Kunsthalle. La galleria dei dipinti e il gabinetto di disegni e stampe del Museo d'arte (Kunstmuseum) ospitano la più grande e importante collezione d'arte pubblica della Svizzera. Con fulcro nella pittura e nel disegno di artisti dell'Alto Reno dal 1400 al 1600 (famiglia Holbein, Witz, Cranach il Vecchio, Grünewald) nonché nell'arte dal XIX al XXI secolo (Böcklin, van Gogh, Cézanne, Gauguin, nel Cubismo con Picasso e Braque, nell'Espressionismo tedesco, nell'arte americana del dopoguerra), è uno dei più importanti musei del suo genere anche a livello internazionale. Dal trasferimento della collezione d'arte pubblica, il Museo sulla Augustinergasse ospita soltanto il Museo di scienze naturali (Naturhistorisches Museum) e il Museo di etnologia / Museo delle culture (Völkerkundemuseum / Museum der Kulturen). Un ampliamento fondamentale della collezione del museo ci fu nel 1961 con la fondazione del Museo delle antichità di Basilea e la Collezione Ludwig (Antikenmuseum Basel und Sammlung Ludwig), in cui i fondi antichi del Museo storico (Historisches Museum) (arte decorativa) e del Museo d'arte (Kunstmuseum) (sculture) sono stati raggruppati insieme ad acquisizioni private ed esposti a partire dal 1966 in una villa e a partire dal 1988 in due ville di stile classicista di Melchior Berri di fronte al Museo d'arte (Kunstmuseum). Il Museo delle antichità (Antikenmuseum) è l'unico museo della Svizzera esclusivamente dedicato all'arte antica del bacino del Mediterraneo (principalmente arte egizia, etrusca, greca, italica e romana, oltre al Levante e al Medio Oriente) dal IV millennio a.C. al VII secolo d.C. Il fulcro è costituito dalla collezione di vasi greci e di sculture antiche nonché dal dipartimento dedicato all'Antico Egitto.

#### Dépendance dei musei statali

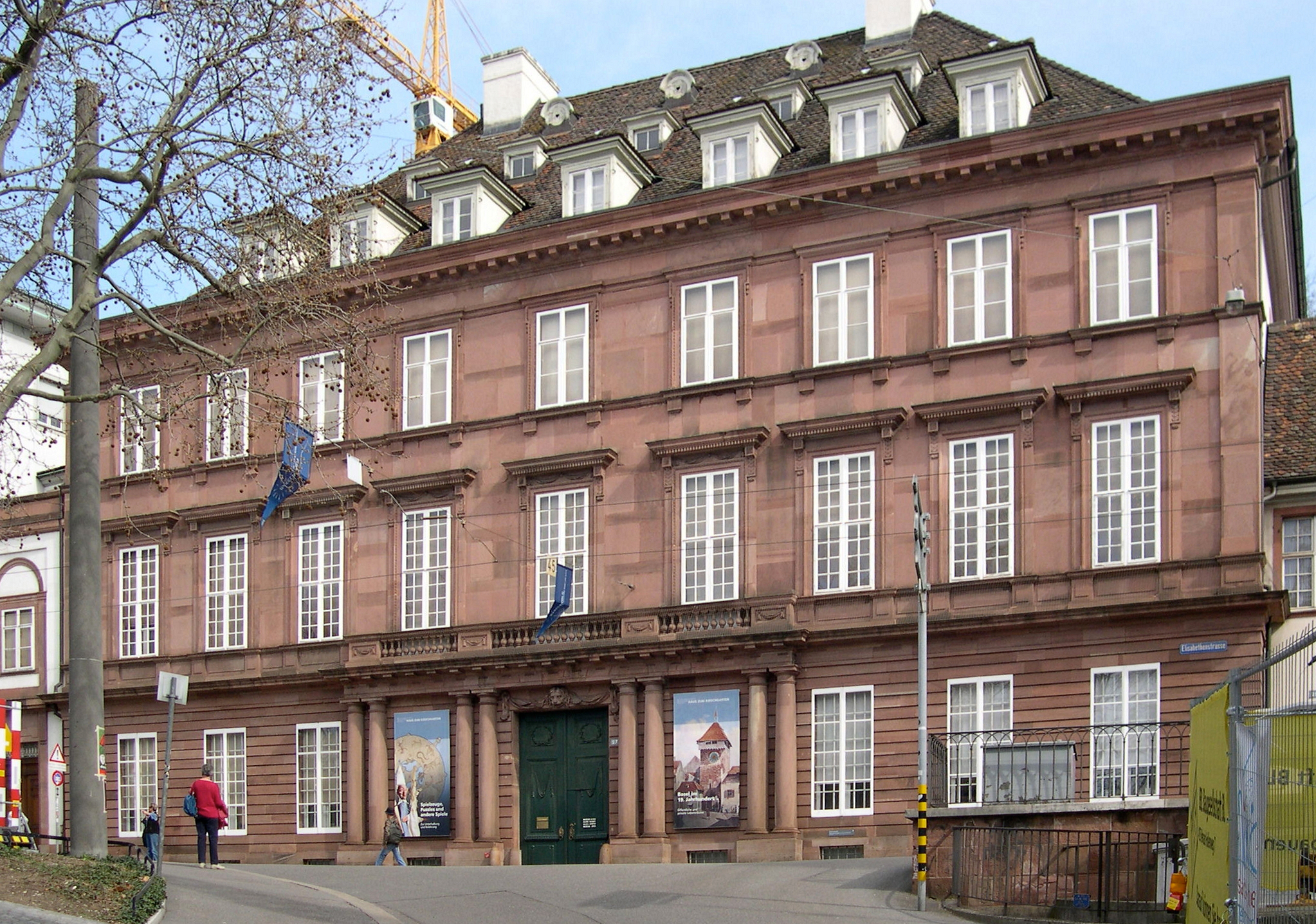
Haus zum Kirschgarten, Casa museo del Museo storico

La maggiore esigenza di spazio delle collezioni ospitate nel Museo sulla Augustinergasse portò ad aggiungere un blocco di edifici nelle vicinanze, ma anche gli altri musei furono ampliati. Il Museo storico (Historisches Museum) nella chiesa Barfüsserkirche ebbe come dépendance: dal 1926 al 1934 la casa museo di Segerhof, il cui tema fu ripreso dal 1951 dal Museo della cultura dell'abitare basilese (Museum der Basler Wohnkultur) nell'edificio «Haus zum Kirschgarten»; nel 1943 la collezione di strumenti musicali che dal 2000 costituisce il Museo della musica (Musikmuseum) nel vecchio carcere «Lohnhof» e che trasmette cinque secoli di storia musicale europea; nel 1981 la collezione di carrozze e di slitte di Brüglingen. A causa dello scarso interesse del pubblico, nel 1927 i calchi immagazzinati nella Galleria delle sculture (Skulpturenhalle) divennero parte del Museo delle antichità (Antikenmuseum) nel 1961 e nel 1963 ottennero locali espositivi propri all'interno della Galleria delle sculture di Basilea (Skulpturhalle Basel). Unica nel suo genere in tutto il mondo è la riunione di tutta la scultura architettonica del Partenone. Da parte sua, nel 1981 la Collezione d'arte pubblica (Öffentliche Kunstsammlung) ottenne come secondo edificio il Museo d'arte contemporanea (Museum für Gegenwartskunst) di St. Alban-Tal. Come prima costruzione espositiva pubblica in Europa fu dedicata esclusivamente alla produzione e pratica delle tendenze artistiche contemporanee che nacquero a partire dagli anni sessanta. Oltre ai mezzi espressivi classici come la pittura o la scultura ospita anche esempi di videoarte.

#### Musei chiusi e parastatali

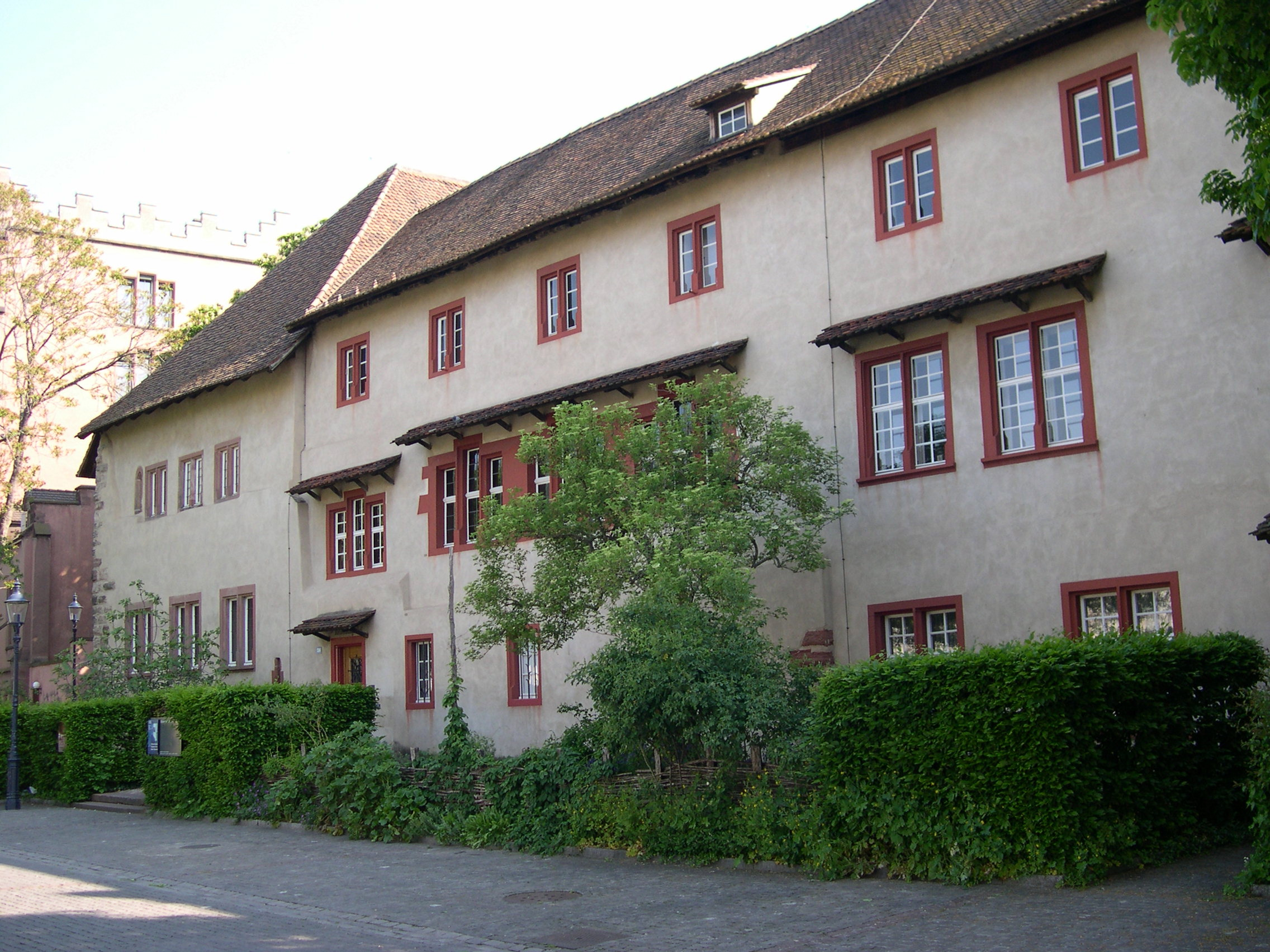
Museo Kleines Klingental, ex Museo della città e della cattedrale

Nel quadro di misure di risparmio, nel 1996 è stato chiuso il «Museo delle arti e dei mestieri» («Gewerbemuseum»; a partire dal 1989, in seguito all'ulteriore sviluppo del suo orientamento tematico, fu chiamato «Museo del design» o «Museum für Gestaltung»), fondato nel 1878 dall'associazione degli artigiani e dei commercianti per presentare l'artigianato locale, statalizzato parzialmente nel 1886 e completamente nel 1914. Nello stesso anno, per le stesse ragioni è stato chiuso anche il «Museo della città e della cattedrale» («Stadt und Münstermuseum») dedicato alla storia dell'architettura e allestito nel 1939 nel vecchio edificio del convento «Kleines Klingental» come parte della tutela dei monumenti statale. Nel caso del Museo delle arti e dei mestieri i fondi furono suddivisi; la biblioteca e la collezione di manifesti passarono alla Scuola di design (Schule für Gestaltung). Il Museo della città e della cattedrale continuò tuttavia a esistere nei locali precedenti come Museo Kleines Klingental (Museum Kleines Klingental), venendo supportato da una fondazione.
Il Museo svizzero dei pompieri (Schweizerisches Feuerwehrmuseum), fondato nel 1957 come «Museo dei pompieri di Basilea» («Basler Feuerwehrmusuem»), ha sede nei locali dei vigili del fuoco cantonali, ma non è considerato un museo statale e non viene quindi gestito come istituzione propria neppure nell'amministrazione cantonale. La sua collezione, a cui appartengono anche prestiti permanenti del Museo storico (Historisches Museum), comprende documenti risalenti fino al XIII secolo. Similmente vale per la Collezione del cimitero Hörnli, che dal 1994 si trova sull'area del cimitero centrale cantonale, ma che viene gestita dall'«Associazione Collezione cimitero Hörnli». Sono presentati oggetti relativi al tema dell'inumazione: urne cinerarie, documenti sulla storia della cremazione, carri funebri, bare, ordinamenti cimiteriali, croci tombali, rosari di perle di vetro e ricordi funebri.

#### Altri musei

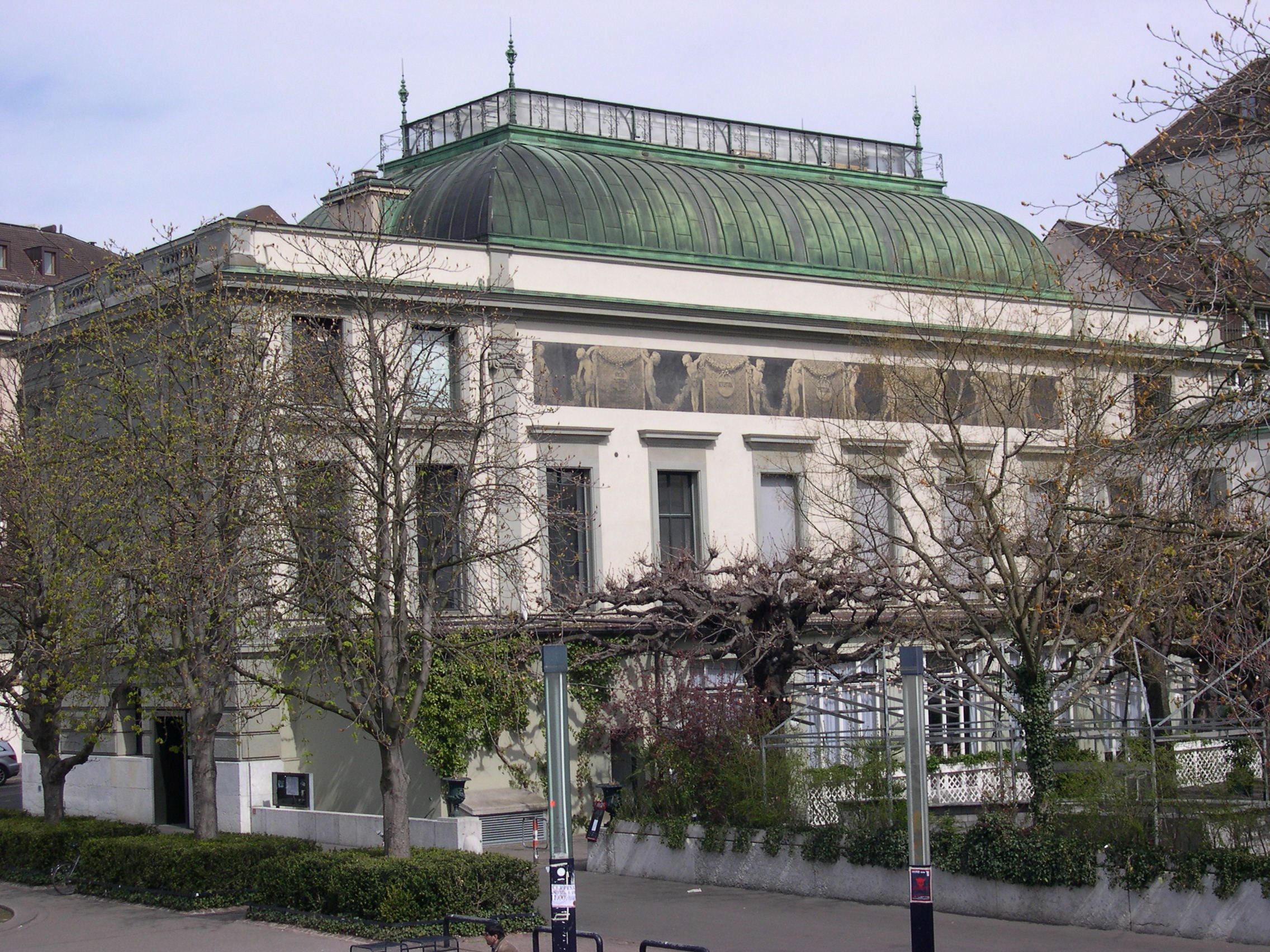
Kunsthalle, retro con cortile interno

Il primo museo non gestito dal Cantone di Basilea Città nacque nel 1860 in una sala della Missione di Basilea. Esso ospitava oggetti di culto e di cultura appartenenti ai paesi e ai popoli in cui la Missione era attiva nonché una galleria di ritratti di missionari. Tuttavia parte di questa esposizione fu in seguito ceduta al Cantone e nuovamente chiusa. Il progetto dell'edificio multifunzionale, come accadde per il Museo sulla Augustinergasse, venne ripreso dall'«Associazione d'arte basilese» («Basler Kunstverein») che tra il 1869 e il 1872 fece costruire la Kunsthalle sullo Steinenberg, in cui furono allestiti locali espositivi e amministrativi, una biblioteca e atelier di scultura; nel 1885 si aggiunse la Galleria delle sculture (Skulpturhalle) come ala laterale nella quale, come ricordato sopra, tra il 1887 e il 1927 furono trasferiti i calchi di antiche statue dal Museo sulla Augustinergasse. La vecchia «Casa degli artisti» («Künstlerhaus») è quindi intesa «come punto d'incontro tra artisti e mediatori d'arte e come luogo di conciliazione tra sviluppi locali e internazionali». Il successivo museo non attribuibile a un'iniziativa statale fu il sopra citato «Museo delle arti e dei mestieri» («Gewerbemuseum») del 1878, che tuttavia già otto anni dopo trovò un nuovo amministratore nel Cantone. Il Museo dell'anatomia (Anatomisches Museum) è un organismo dell'Università di Basilea e divenne indipendente nel 1880 con il trasferimento della «Collezione di patologia e di anatomia» («Pathologisch-Anatomische Sammlung») in un proprio edificio; l'inizio dell'attività collezionistica risale a Carl Gustav Jung negli anni venti del 1800; particolarmente significativo è il preparato anatomico più antico del mondo (creato da Andreas Vesalius nel 1543 a Basilea) nonché uno scheletro preparato da Felix Platter nel 1573.
Nel 1924, grazie alla donazione di una collezione privata all'Università di Basilea, nacque il Museo di storia della farmacia (Pharmazie-Historisches Museum) (in origine «Collezione di storia della farmacia») con una delle più grandi collezioni di storia della farmacia a livello mondiale. Esso comprende antichi medicamenti e oggetti farmaceutici, utensili di laboratorio, ceramiche, strumenti, libri, arte e artigianato artistico. Nel 1945 venne creato il «Museo svizzero di ginnastica e dello sport» («Schweizerisches Turn- und Sportmuseum»), ribattezzato nel 1977 in Museo svizzero dello sport (Schweizer Sportmuseum); esso è gestito dalla «Fondazione del Museo svizzero dello sport» e il suo fulcro è rappresentato da giochi con palle e bocce, ciclismo, ginnastica e sport invernali. Dall'esposizione inaugurata nel 1954 «Il nostro percorso verso il mare», della Compagnia armatoriale svizzera nel porto fluviale di Basilea sul Reno, è nato il Museo svizzero della navigazione Piattaforma di traffico (Schifffahrtsmuseum Verkehrsdrehscheibe Schweiz) gestito da un'associazione. Dal 1954 al 1979 la «Collezione svizzera di storia della carta» era annessa al Museo etnologico (Museum für Völkerkunde) che nel 1980 si trasferì in un edificio proprio, il Mulino di Gallician, nell'antico quartiere commerciale di St. Alban, diventando il Mulino della carta di Basilea – Museo svizzero della carta, della scrittura e della stampa (Basler Papiermühle – Schweizerisches Museum für Papier, Schrift und Druck). Questo museo viene gestito dalla «Fondazione Mulino della carta di Basilea». Il Museo ebraico della Svizzera (Jüdisches Museum Schweiz), che presenta la storia culturale degli Ebrei in Svizzera e a Basilea nonché documenti del Primo congresso sionista tenutosi proprio a Basilea nel 1897, venne fondato nel 1966 dall'«Associazione per il Museo ebraico della Svizzera».

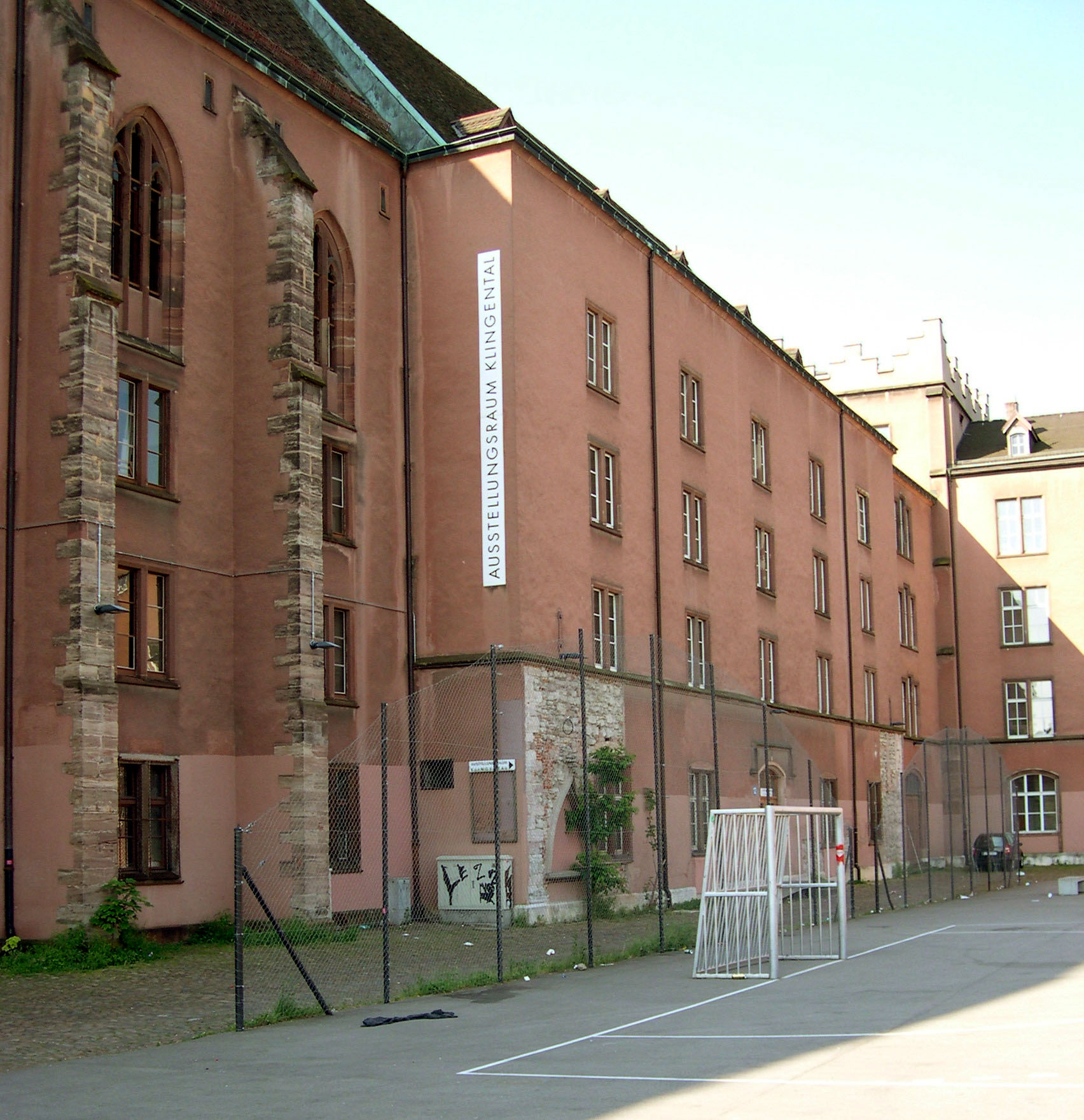
Spazio espositivo Klingental sull'area del centro culturale Kaserne di Basilea

Come il Museo Kleines Klingental, lo Spazio espositivo Klingental (Ausstellungsraum Klingental) inaugurato nel 1974 è stato allestito nei locali dell'antico convento Klingental. Esso funge da piattaforma di confronto con l'opera creativa attuale delle artiste e degli artisti che vivono a Basilea e per il sostegno delle nuove leve. L'istituzione viene gestita dall'«Associazione Spazio espositivo Klingental». Il Museo della caricatura e dei cartoni animati di Basilea (Karikatur & Cartoon Museum Basel) fondato nel 1979 e dedicato ai temi delle caricature, dei cartoni animati, delle parodie e dei pastiche, è da attribuirsi all'impegno di una singola persona, il collezionista e mecenate Dieter Burckhardt. La «Fondazione del Museo della caricatura e dei cartoni animati di Basilea» è associata, come fondazione dipendente, alla Fondazione Christoph Merian. Dal 1996 i locali espositivi si trovano in un edificio tardogotico restaurato dai due architetti Herzog & de Meuron e integrato con una nuova costruzione. Nel 1984 venne fondato il Museo svizzero di architettura (Schweizerisches Architekturmuseum), che dal 2004 ha sede nei locali della Kunsthalle, completamente rinnovata e trasformata dagli architetti Miller & Maranta e Peter Märkli; esso si occupa, in esposizioni sempre diverse, di temi e questioni che riguardano l'architettura internazionale e l'urbanistica. Il Museo di architettura (Architekturmuseum) trae vantaggio dalla sua sede a Basilea, dove si è sviluppata una notevole concentrazione di importanti studi di architettura a livello internazionale, tra cui soprattutto Herzog & de Meuron che hanno collaborato alla costruzione di musei regionali. Il museo è gestito dalla «Fondazione del Museo di architettura».
Il Museo Tinguely (Museum Tinguely), inaugurato nel 1996, presenta in un'esposizione permanente la vita e le opere dell'artista Jean Tinguely. Le esposizioni temporanee si occupano dell'opera creativa dei compagni di viaggio dell'artista e di altre posizioni di arte moderna. Il museo creato da Mario Botta viene finanziato esclusivamente dal gruppo farmaceutico basilese Hoffmann-La Roche. Il Museo della Casa delle bambole (Puppenhausmuseum), aperto nel 1998, fu fondato grazie al contributo mecenatistico di Gigi Oeri, a cui appartiene e la cui collezione è stata da lei composta. Oltre a bambole, case di bambole e negozi in miniatura risalenti al XIX e al XX secolo, espone la più grande collezione di orsacchiotti di peluche del mondo. L'istituzione di arte mediatica [plug.in], i cui spazi sono stati aperti nel 2000, viene gestita dall'«Associazione Forum per i nuovi media» fondata nel 1999. Essa realizza esposizioni e progetti, prestando opera di networking internazionale per gli artisti; una sua ulteriore funzione è fare da ponte tra l'arte mediatica e il grande pubblico. La Fondazione Herzog, con una delle più ampie collezioni di fotografie a livello mondiale (circa 300 000 opere con fulcro nella società industriale del XIX secolo), espone dal 2002 in un «Laboratorio di fotografia» («Laboratorium für Fotografie»). Il Laboratorio concepito da Herzog & de Meuron nell'area industriale Dreispitz ospita la collezione, oltre a volumi in consultazione sulla storia della fotografia e a due ulteriori locali per la formazione, lo studio e le esposizioni.

### Musei nelle vicinanze della città
Molti dei comuni di piccole e medie dimensioni nei pressi di Basilea hanno musei di storia e geografia locale che non sono di seguito descritti. Sono menzionati i musei la cui collezione va oltre il carattere locale e che di norma sono aperti al pubblico in diversi giorni la settimana.

#### Collezioni di storia naturale, culturale e tecnica
Il più antico museo della regione di Basilea al di fuori della città è il Museo del Cantone di Basilea Campagna di Liestal, oggi Museum.BL. Nel 1837 venne fondato come «gabinetto di reperti naturali» e fino agli anni trenta nelle sue collezioni confluirono soprattutto oggetti di storia naturale. Da allora il fulcro si è spostato piuttosto alla storia della cultura. Il museo sfrutta la molteplicità della collezione per occuparsi in maniera diversificata della natura, della storia e del presente. Il Museo am Burghof di Lörrach risale all'«Associazione delle antichità di Lörrach» («Lörracher Altertumsverein»), fondata nel 1882, e che nel 1927 regalò la sua collezione alla città di Lörrach. Iniziò la propria attività nel 1932 come «Museo della patria» («Heimatmuseum») e oggi, con la sua esposizione permanente «ExpoTriRhena», illustra storia e presente, la divisione e le comunanze della regione di confine di Basilea dove si incontrano tre nazioni, Germania, Francia e Svizzera.

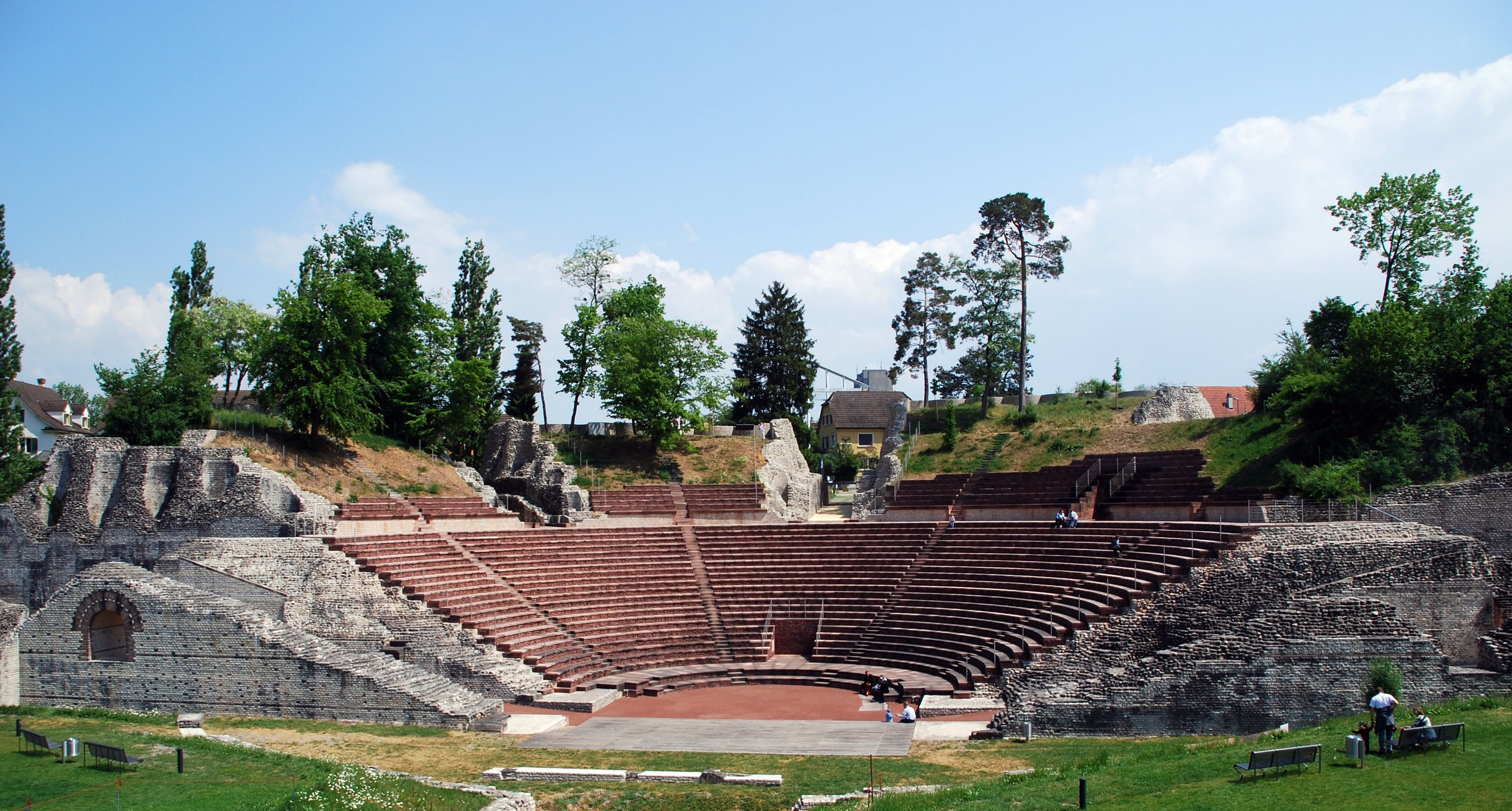
Il teatro del museo all'aria aperta di Augusta Raurica

Inaugurato nel 1957, il Museo Romano di Augst (Römermuseum Augst), un museo all'aria aperta sull'area della città romana di Augusta Raurica, oggetto di studio sin dal Rinascimento, presenta numerosi reperti provenienti da scavi, tra cui il più grande tesoro in argento della tarda antichità. La vicina «Casa Romana» ricostruita è una donazione del mecenate basilese René Clavel, tuttavia il museo e l'intero parco archeologico sono un'istituzione del Cantone di Basilea Campagna. Nella pianura di Brüglingen si trova il Museo del mulino (Mühlemuseum) della Fondazione Christoph Merian. Nel mulino ad acqua dell'antico podere «Hofgut Brüglingen», trasformato in museo nel 1966, si trova un'esposizione sulla storia del mulino e della molitura dall'Età del Bronzo fino al XX secolo. Il meccanismo del mulino è funzionante, cosicché è possibile mostrare le varie fasi di lavoro, dalla ruota azionata ad acqua alla macina rotante.
Il Museo del giocattolo, Museo civico e della viticoltura di Riehen (Spielzeugmuseum, Dorf- und Rebbaumuseum Riehen), aperto nel 1972, presenta, oltre a oggetti relativi alla storia del villaggio e alla viticoltura, una delle più importanti collezioni di giocattoli europee. I pezzi esposti provengono in parte da collezioni private, in parte sono prestiti del Museo delle culture (Museum der Kulturen). Il museo è un'istituzione dell'amministrazione comunale di Riehen. Il Museo degli automa musicali (Museum für Musikautomaten) di Seewen, che si trova al margine più esterno dell'area dei musei di Basilea, ospita una delle più grandi e celebri collezioni a livello mondiale di carillon svizzeri, giradischi, orologi e gioielli con meccanismo musicale nonché di altri automi musicali. Nacque nel 1979 come museo privato del collezionista Heinrich Weiss e nel 1990 entrò in possesso della Confederazione Elvetica come donazione. Dal 2000 la collezione è esposta in un nuovo edificio. Nel 1997 venne infine inaugurato il Museo dell'elettricità (Elektrizitätsmuseum) del fornitore di energia «Elektra Birseck» a Münchenstein. Il tema è la storia dello sviluppo della produzione e dell'utilizzo di energia elettrica. La collezione comprende rare apparecchiature storiche ed è integrata da un laboratorio in cui i visitatori possono fare esperimenti con l'elettricità.

#### Fulcro collezione d'arte

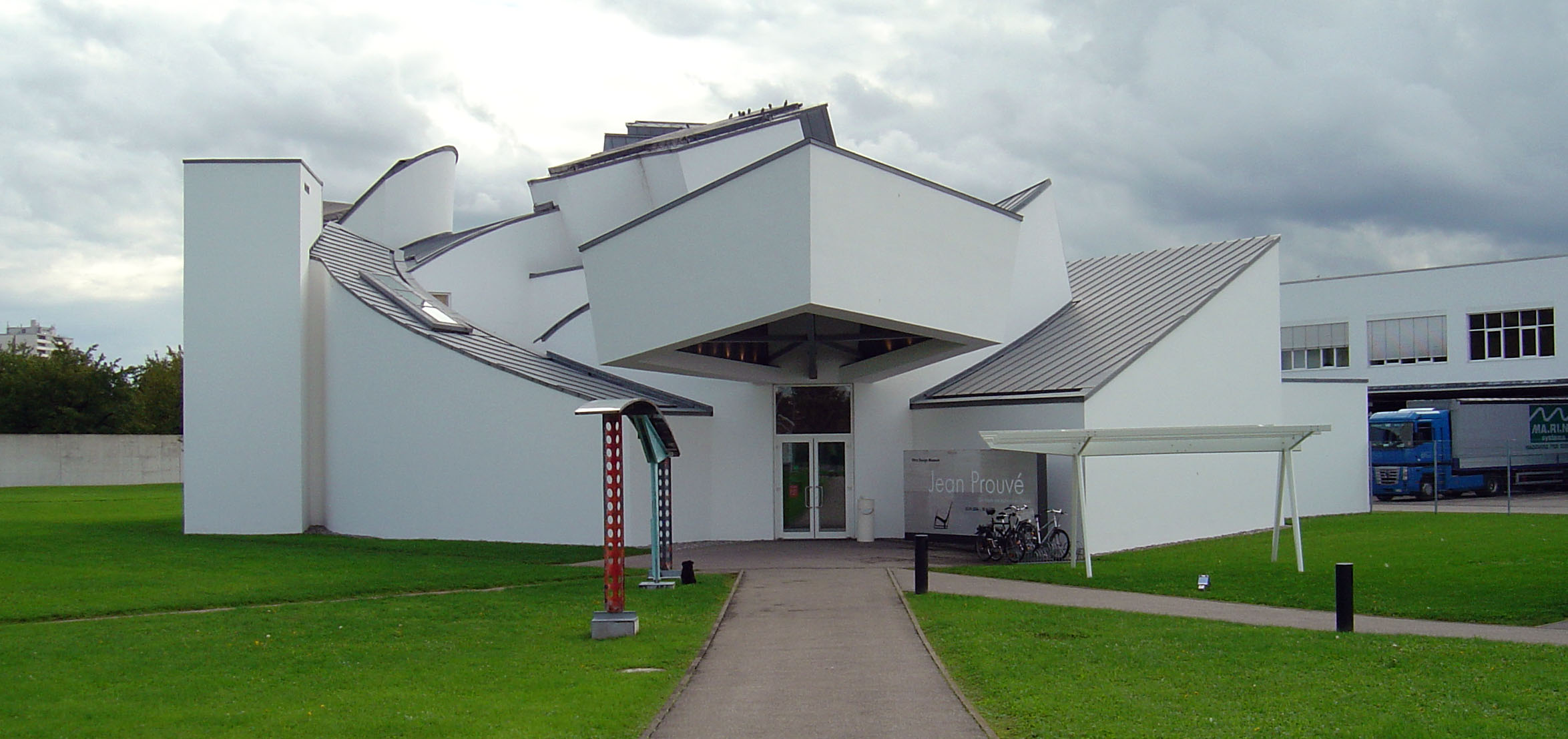
Museo Vitra Design, vista anteriore (architetto Frank O. Gehry)

A partire dalla fine degli anni ottanta, nella regione di Basilea si intensificò la fondazione di nuovi musei dedicati in particolare all'arte e al design contemporanei. Il Museo Vitra Design di Weil am Rhein è un museo di design con fulcro sull'arredamento e sugli interni. Benché il museo sia un'istituzione indipendente, il suo punto di partenza è costituito dalla collezione di sedie e di mobili di Rolf Fehlbaum, il proprietario del produttore di mobili Vitra. Il complesso di edifici Vitra è un notevole contributo alla concentrazione di architettura di avanguardia nella regione di Basilea. Oltre al museo di Frank Gehry, inaugurato nel 1989, si trovano edifici di Zaha Hadid, Nicholas Grimshaw, Tadao Andō e Álvaro Siza. La Fondazione Beyeler è dal 1982 la proprietaria della collezione d'arte di Hildy ed Ernst Beyeler, che i due coniugi hanno raccolto nel corso di circa 50 anni. Dal 1997 le opere dell'arte moderna classica sono esposte a Riehen in una costruzione museale progettata da Renzo Piano. Tra le altre vi sono opere di Degas, Monet, Cézanne, van Gogh, Picasso, Rothko, Warhol, Lichtenstein o Bacon. Nel 1998 gli alberi nel parco del rinomato edificio sono stati coperti da Christo e Jeanne-Claude.

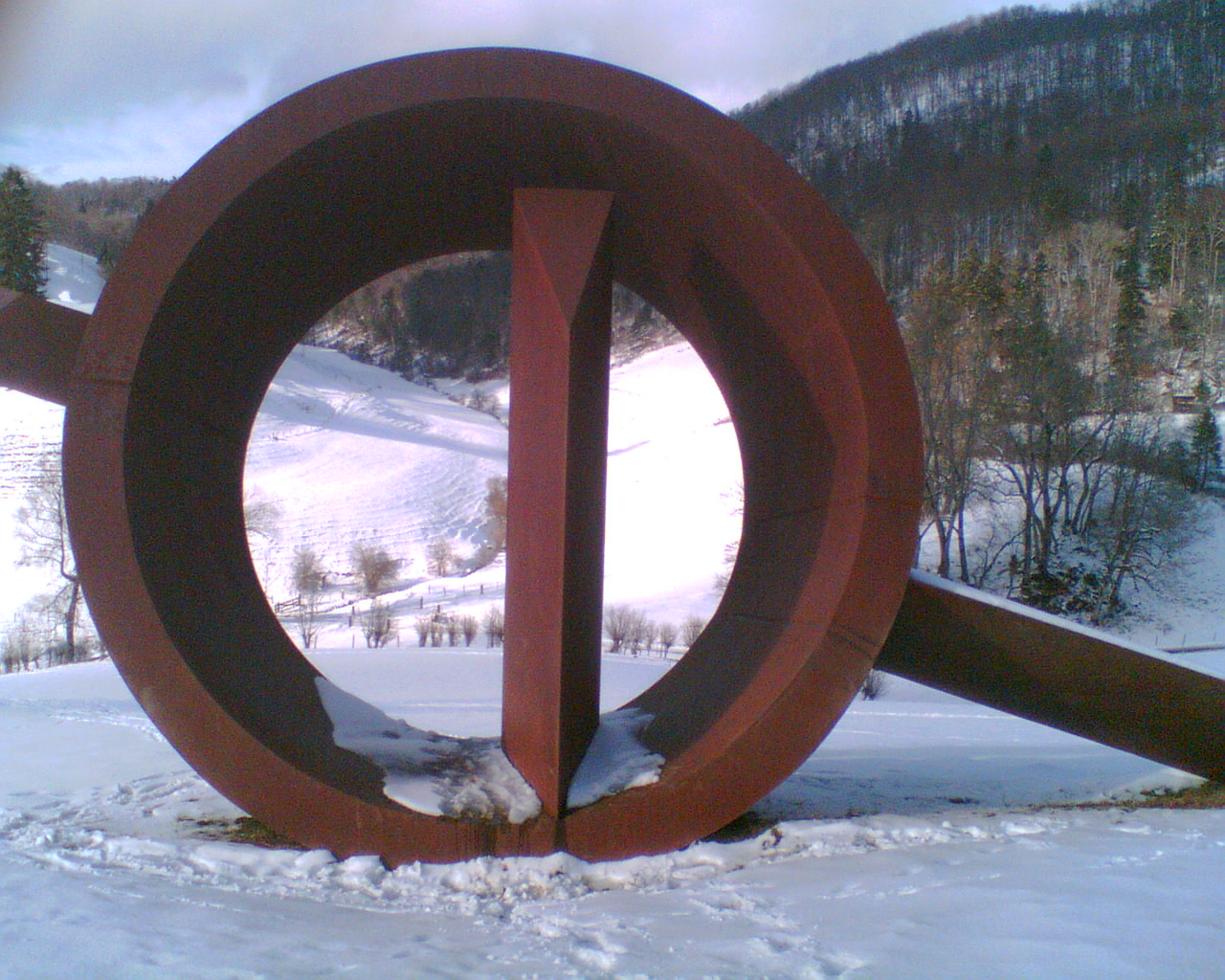
Scultura di Nigel Hall a Schönthal

Con la casa d'arte di Basilea Campagna (Kunsthaus Baselland) a Muttenz, nel 1997 l'«Associazione d'arte di Basilea Campagna» («Kunstverein Baselland») ha ottenuto un proprio edificio espositivo. Il museo si dedica all'arte contemporanea, presentando progetti attuali di artisti regionali e internazionali nel quadro di esposizioni sempre differenti. Di orientamento tematico simile è anche lo Spazio d'arte di Riehen (Kunst Raum Riehen), istituzione pubblica aperta nel 1998 e utilizzata dal comune di Riehen e dalla sua commissione artistica per esporre la creazione artistica regionale contemporanea. Con il principio «arte e natura nel dialogo», la Fondazione Sculpture at Schoenthal, fondata nel 2001 nell'ex convento di Schönthal, presenta circa venti opere di artisti internazionali e svizzeri in un parco di sculture ad accesso permanente. Nello spazio della chiesa romanica trasformato in galleria si tengono mostre temporanee di artisti contemporanei. Nel 2003, a Münchenstein venne inaugurato lo Schaulager della Fondazione Emanuel Hoffmann. Il suo cuore è costituito dalla collezione d'arte d'avanguardia della fondazione ed è una commistione di museo pubblico, magazzino d'arte e istituto di ricerca artistica. L'edificio di forma poligonale è un progetto degli architetti Herzog & de Meuron. Lo Spazio d'arte contemporanea Fernet Branca (Espace d'Art Contemporain Fernet Branca) di Saint-Louis, la cittadina alsaziana vicina a Basilea, ha sede nella distilleria del produttore di alcolici Fernet Branca chiusa nel 2000. Dal 2004 il museo presenta temi e artisti di arte contemporanea nel quadro di esposizioni temporanee. È gestito dall'«Associazione per il Museo d'arte contemporanea Fernet Branca» («Association pour le Musée d'Art Contemporain Fernet Branca»).

## Promozione e politica dei musei

### Primato della biblioteca

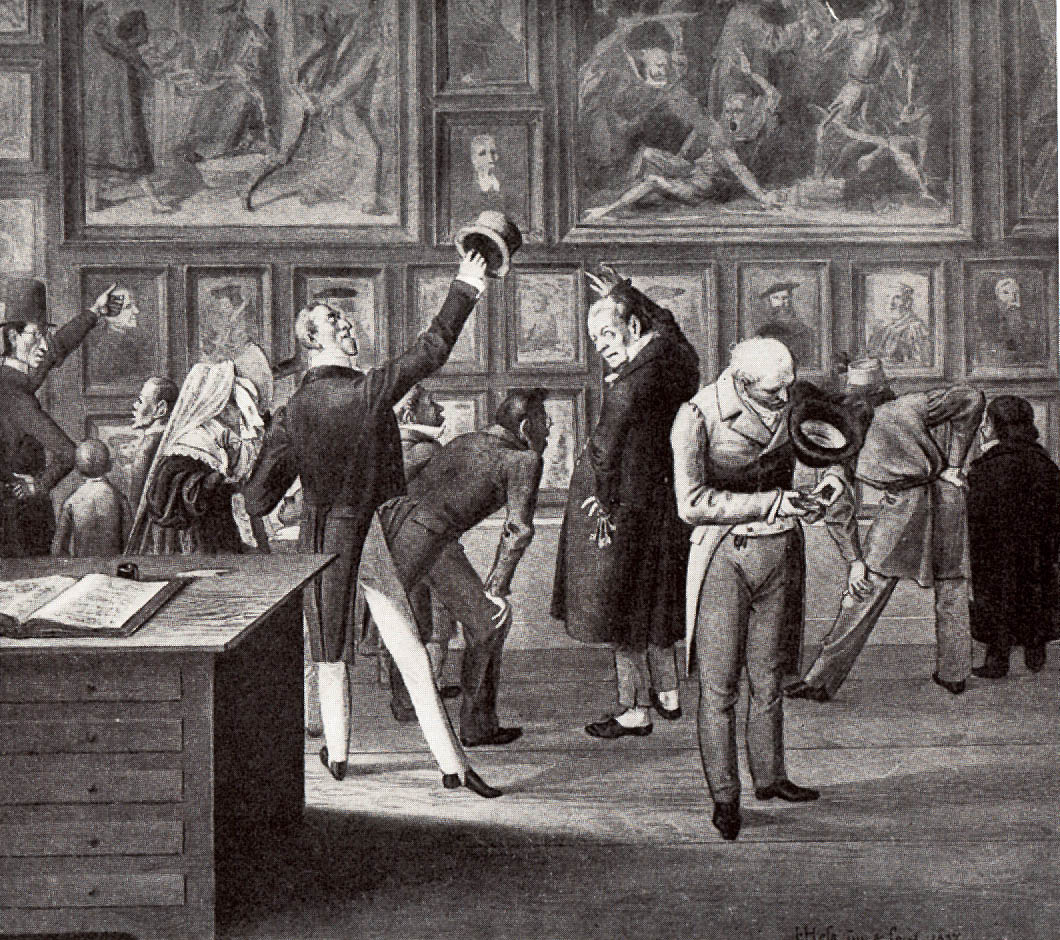
Visitatori della collezione d'arte nell'edificio Haus zur Mücke, 1837. Le visite venivano guidate dal custode.

Non di rado i musei traggono la loro origine – almeno per quanto concerne la loro base – da collezioni di corte. D'altra parte, dalla fine del XIX secolo Basilea coltiva il ricordo di avere acquistato nel 1661 il gabinetto Amerbach (Amerbachkabinett), la più antica collezione museale esistente di una comunità borghese. L'acquisizione di una collezione del XVI secolo corrispondeva all'interesse per l'arte di natura storico-documentaristica allora diffuso, ma fu indotto dall'intenzione di rivalutare la collezione di libri dell'Università grazie a quella presente nel gabinetto Amerbach (Amerbachkabinett); l'edificio Haus zur Mücke, in cui era custodita la collezione amministrata dall'Università, veniva chiamata «biblioteca» per via del suo scopo principale. Il ruolo di roccaforte artistica cittadina passò dal municipio all'edificio Haus zur Mücke soltanto nella seconda metà del XVIII secolo. Nel 1770 vi si trasferì l'Altare della Passione di Holbein, che dalla Riforma rappresentava una delle principali attrazioni per i visitatori, mentre nel 1771 giunsero diversi dipinti di proprietà del municipio e nel 1786 l'organo di Holbein che si trovava nella cattedrale. Dal punto di vista giuridico, nonostante l'importanza di tali collezioni di oggetti, tutto rimase per lungo tempo nella vecchia situazione. I fondi di storia naturale e la collezione d'arte non fecero più parte della biblioteca soltanto a partire dal 1821 rispettivamente dal 1836.
Alla fine del XVIII secolo la cultura museale borghese era ancora agli inizi del suo sviluppo, come dimostrano gli orari di apertura estremamente ridotti dell'edificio Haus zur Mücke (il giovedì pomeriggio dalle due alle quattro, altrimenti su richiesta). Regolari visite alla galleria da parte di cittadini e stranieri si registrarono soltanto a partire da questa epoca. Nei tre decenni precedenti e successivi al 1800 le attività collezionistiche si concentrarono piuttosto sugli oggetti di storia naturale, settore in cui vi furono alcuni acquisti e donazioni. I numerosi oggetti d'arte di eccezionale qualità provenienti dalla Francia rivoluzionaria e introdotti negli anni novanta del XVIII secolo, non trovarono invece un ampio strato di acquirenti a Basilea e furono per lo più venduti altrove.

### Statalizzazione e formazione popolare
Per gli stati repubblicani e monarchici del XIX secolo, le collezioni ospitate nei musei pubblici si trasformarono in simbolo della propria autodeterminazione. Lo spostamento di massa di opere d'arte a Parigi durante le guerre napoleoniche aveva creato una consapevolezza del grande potere dell'arte di creare un senso di identità. Ne erano esempi il «Musée français» nel Louvre e il «Musée des monuments français», chiuso nel 1816 e con sede in un antico convento di Agostiniani. La cura di collezioni museali programmatiche e la costruzione di edifici da adibire a musei divennero uno dei compiti rappresentativi a livello nazionale.
Tuttavia a Basilea fu prima il crescente bisogno di spazio nell'edificio Haus zur Mücke a far pensare alla costruzione di un nuovo edificio. La discussione sul luogo adatto per ospitare la collezione pubblica acquisì una dimensione politica dopo la divisione del cantone in una parte cittadina e in una rurale. La Legge universitaria del 1818 aveva fatto dell'Università corporativo-autonoma un'istituzione di formazione cantonale, convertendo indirettamente il patrimonio universitario in patrimonio statale. In base alla sentenza arbitrale, come patrimonio universitario, due terzi della collezione appartenevano al Cantone di Basilea Campagna e il Cantone di Basilea Città fu costretto ad acquistarli. La costernazione in città portò a promulgare la legge sull'amministrazione e sull'utilizzo del patrimonio universitario del 1836, che vincolava quest'ultimo indissolubilmente e a scopo di formazione alla città di Basilea. Tale disposizione è in vigore ancora oggi.

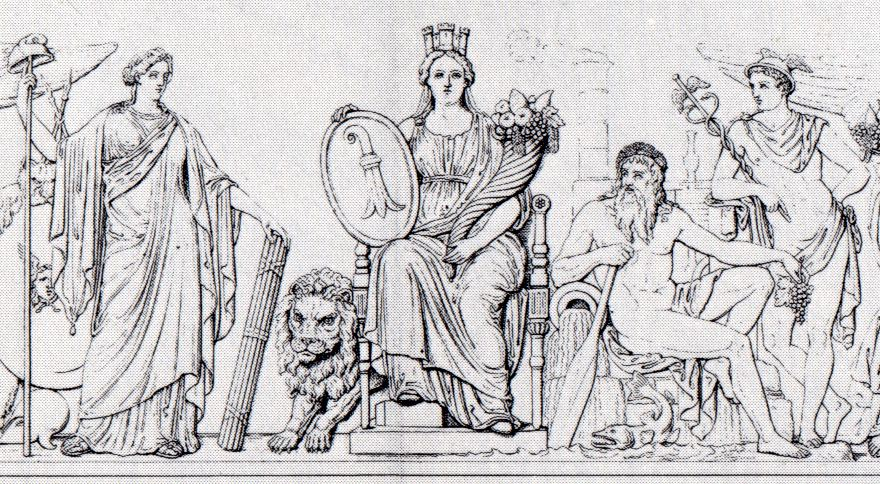
Il centro del fregio con figure nel Museo sulla Augustinergasse. Vicino alla dea della città Basilea e al dio del fiume Reno non vi sono le arti o le scienze accademiche, bensì emblemi della borghesia moderna: Libertas come allegoria della libertà politica e Mercurio come dio dei commercianti. A destra, dietro Basilea si trova un comignolo fumante.

Una conseguenza degli avvenimenti fu, nel 1835, la fondazione della «Società accademica volontaria», che nel quadro del suo aiuto all'Università iniziò a sostenere finanziariamente o tramite acquisti e donazioni propri anche le collezioni. L'impulso più forte alla costruzione del museo venne tuttavia dalle cerchie di scienze naturali che gravitavano attorno al professore di fisica e chimica Peter Merian, che probabilmente aveva procurato al Museo di scienze naturali (Naturhistorisches Museum) – come unica collezione statale – un bilancio annuo proprio. Il Museo di scienze naturali (Naturhistorisches Museum) nel Falkensteinerhof come combinazione di sede di lezioni accademica, biblioteca e laboratori servì anche come modello di base per la costruzione del museo. Il fatto che alla fine si rinunciò a erigere un effettivo edificio universitario a favore di una costruzione museale primaria dipese dalla difficile situazione che l'Università si trovava ad affrontare presso ampi strati della borghesia commerciale e industriale, dove essa era considerata come un'istituzione rivolta al passato. Il museo invece era visto come motore della formazione pratica popolare e ne fu approvata la costruzione come parte del processo di rinnovamento allora pervasivo della città con il sostegno di contributi privati.

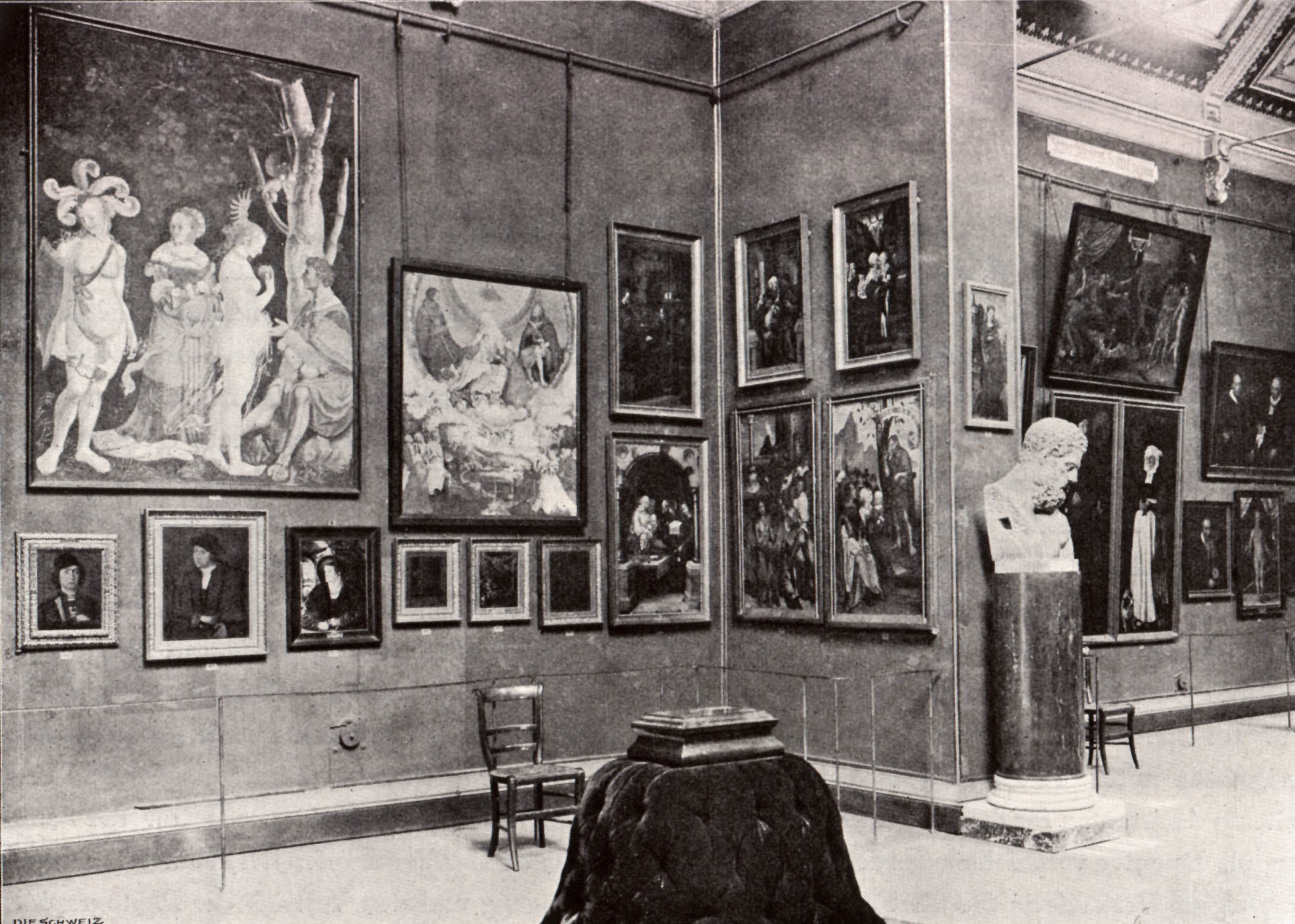
Museo sulla Augustinergasse, Galleria degli antichi maestri, 1907

Su iniziativa di Christian Friedrich Schönbein, dal 1850 fu attiva l'«Associazione volontaria del museo», che era un'istituzione successiva all'«Associazione per la costruzione del museo» fondata nel 1841. Costituita secondo l'esempio della Royal Institution di Londra, essa doveva servire a «stimolare il senso della scienza e dell'arte». L'associazione, che era aperta a tutti gli abitanti di Basilea, sosteneva le collezioni con mezzi finanziari e intendeva risvegliare l'interesse per il museo tramite conferenze pubbliche, alle quali erano ammesse anche le donne. Tuttavia non riuscì a mantenere lo slancio iniziale, perdendo membri nonostante la vertiginosa crescita della popolazione basilese nella seconda metà del secolo. Il museo non approfittò della possibilità di formazione popolare offerta e auspicata dall'associazione nel modo in cui i suoi fondatori e sostenitori avevano sperato. La socializzazione ideale del museo si sviluppò soltanto gradualmente e il museo mantenne per lungo tempo anche le precedenti forme organizzative. La collezione d'arte ottenne un conservatore con titolo accademico soltanto nel 1887. Inoltre, nella nuova Legge universitaria del 1866 lo stato non prevedeva alcuna sovvenzione regolare per la collezione antiquaria, per quella medievale e per quella d'arte, lasciandole a quanto ricavato dalla vendita dei biglietti d'ingresso nonché al sostegno di associazioni e privati, tra cui i più importanti erano la «Fondazione Birrmann e la «Fondazione Emilie Linder» a favore della collezione d'arte. Soltanto grazie a queste ultime si riuscì ad avere una politica collezionistica attiva, che andava oltre la semplice conservazione dei beni culturali ereditati.

### Cultura del ricordo borghese e modernità

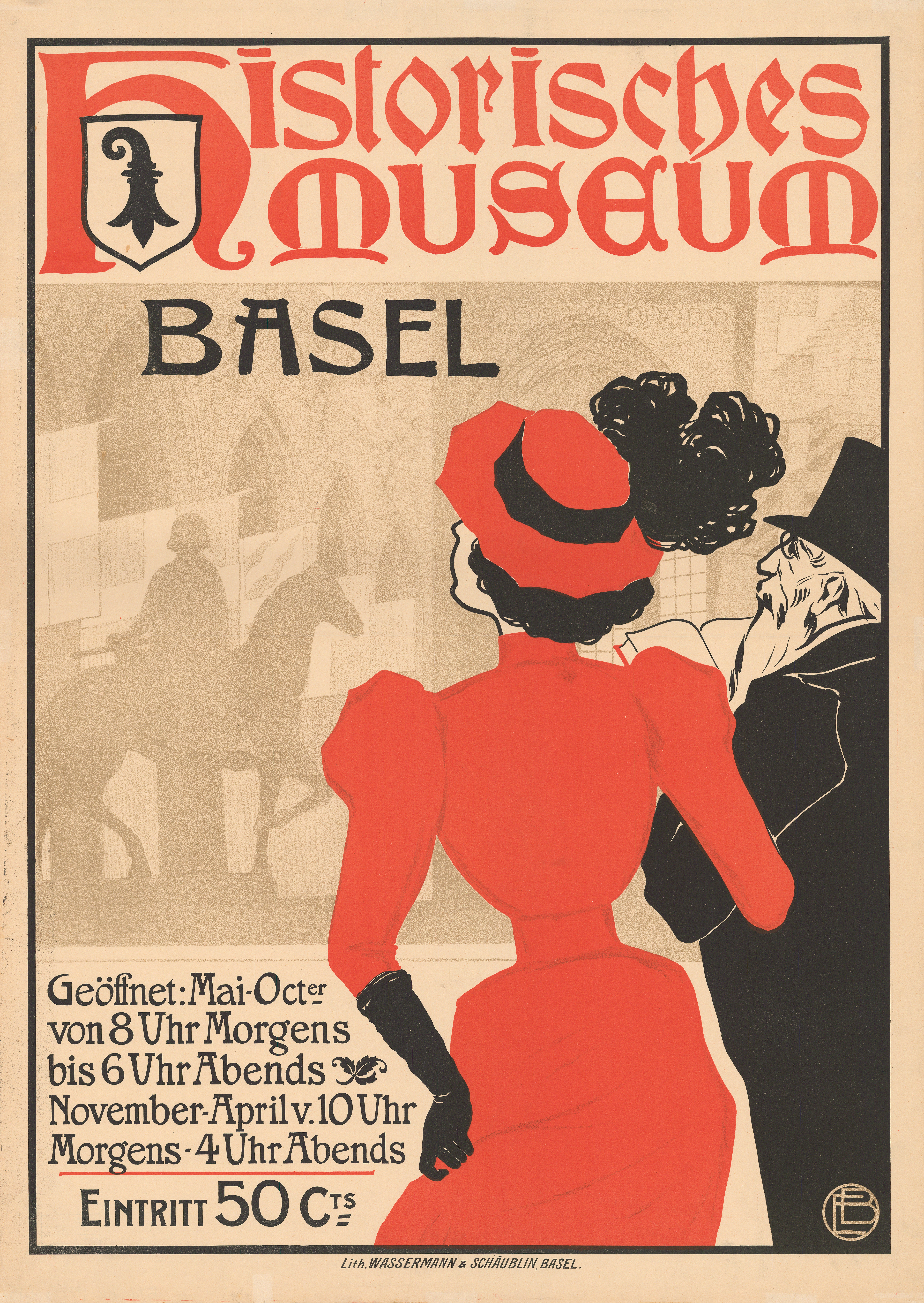
Manifesto per l'apertura del Museo storico di Basilea nel 1894. La pubblicità è rivolta a un pubblico mondano-borghese.

Sin dall'inizio i responsabili del museo assegnarono alle collezioni una funzione a livello federale, intendendo esercitare grazie a esse un'«influenza benefica e giovevole sull'intera patria». La «galleria nazionale segreta» crebbe soprattutto grazie ad acquisti di opere d'arte svizzere. Quando nel 1883 iniziarono le trattative sulla fondazione di un museo nazionale svizzero, il Cantone di Basilea Città si impegnò coerentemente a diventarne la sede, offrendo come nucleo le sue collezioni storico-culturali che furono sistematicamente sviluppate in considerazione della candidatura di Basilea. Il Museo nazionale svizzero (Schweizerisches Landesmuseum) venne fondato a Zurigo, tuttavia si realizzò il progetto di un museo storico – non più svizzero, ma basilese – all'interno di un edificio storico, l'antica chiesa Barfüsserkirche in stile alto gotico. La costruzione del Museo storico «fu un'orgogliosa esibizione di orientamento e abilità artistici basilesi, un miscuglio di corridoio di formazione e fuga di stanze».. Anche la statalizzazione del Museo delle arti e dei mestieri (Gewerbemuseum), quale teatro delle prestazioni contemporanee, avvenuta pochi anni prima deve essere vista sotto l'aspetto dell'orgoglio cittadino e del rinnovato senso di corporazione, per cui la borghesia intendeva porre i propri valori e la propria efficienza a fondamento di stato e società.

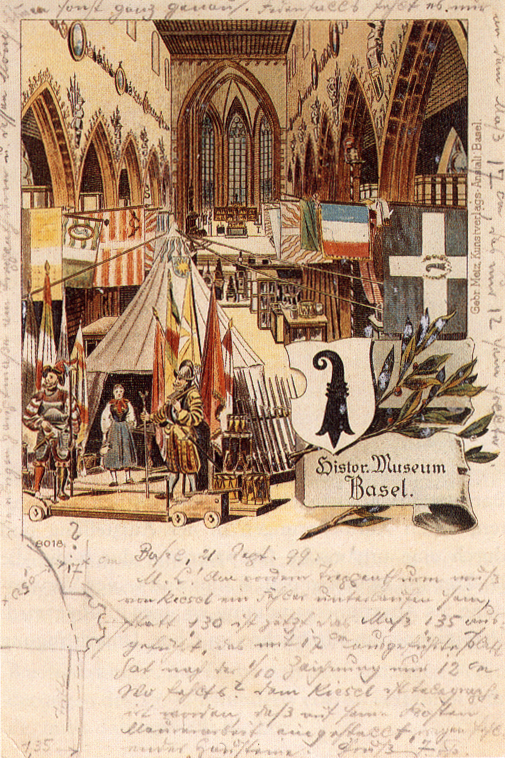
Cartolina raffigurante l'interno della chiesa Barfüsserkirche, 1894. L'esposizione permanente del Museo storico è organizzata come strabordante esposizione di oggetti legati alle corporazioni e di armi risalenti al Medioevo.

L'importanza internazionale delle collezioni era ampiamente conosciuta, tuttavia queste ultime si radicarono nella consapevolezza culturale di ampi strati sociali soltanto alla fine del XIX secolo. La cultura del ricordo storica, che allora esprimeva la sua importanza e il suo effetto, si legò specialmente alla collezione medievale e alle numerose opere tardo-medievali e rinascimentali dell'Alto Reno presenti all'interno del Museo d'arte (Kunstmuseum). Da questo periodo Basilea rivendica inoltre il possesso, con l'acquisizione del gabinetto Amerbach (Amerbachkabinett), della più antica collezione d'arte ininterrottamente esistente di una comunità borghese. Quando, nel 1892 (500º anniversario dell'annessione della Piccola Basilea «Kleinbasel» alla Grande Basilea «Grossbasel») e nel 1901 (400º anniversario di appartenenza di Basilea alla Confederazione), Basilea impressionò con due grandi festeggiamenti pubblici la parte della popolazione di orientamento civile (dunque lo strato portante dei musei) con gesti in grado di creare identità e di durevole impronta storico-patriottica, furono utilizzati i mondi di immagini del passato disponibili nei musei.

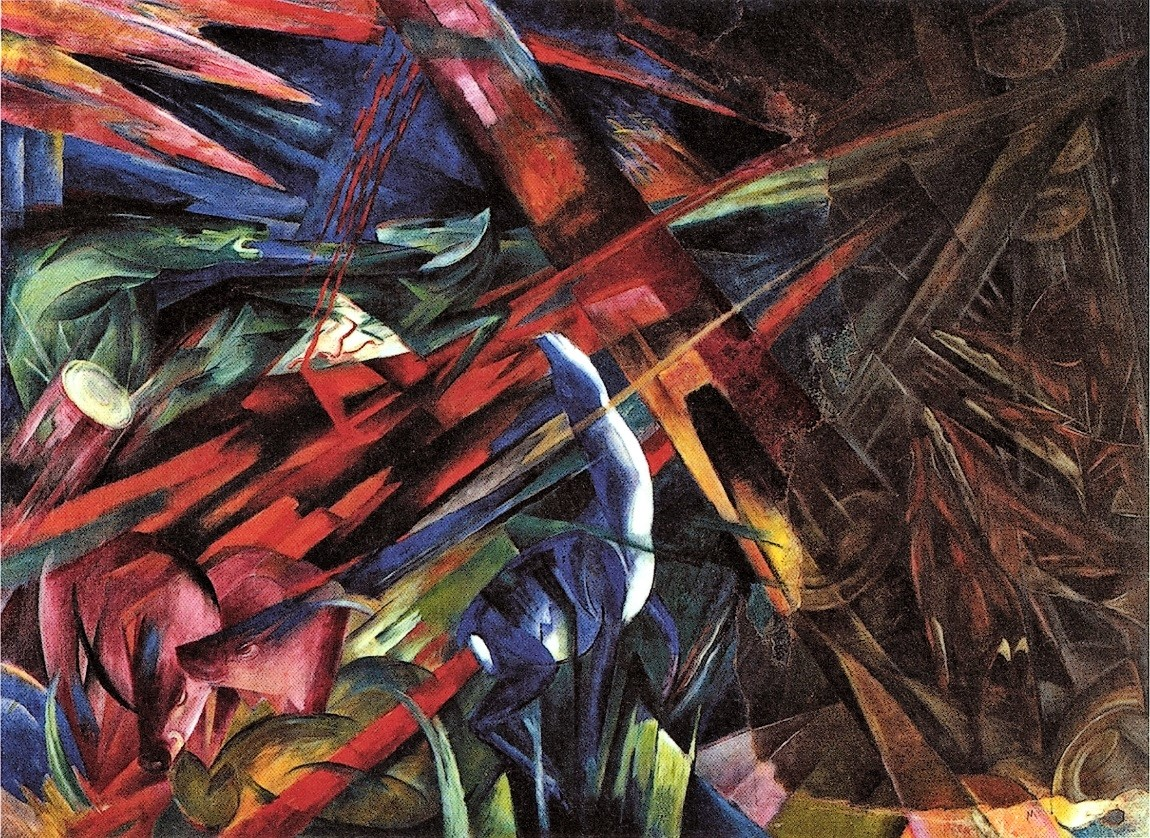
Franz Marc: Destini animali, 1913. Il quadro fu offerto dal Reich tedesco nel 1939 come esempio di «arte degenerata» e acquistato da Basilea Città.

Al più tardi dopo il crollo di un'epoca segnato dalla prima guerra mondiale e di fronte ai nuovi sviluppi sociali e culturali, per i musei di Basilea divennero di attualità le pretese personali della borghesia e la sua rappresentazione istituzionalizzata al loro interno. I confronti sul rapporto dei musei con la modernità si ebbero soprattutto nel settore delle arti figurative. Alla fine degli anni venti del XX secolo l'edificazione di un museo proprio per ospitare la collezione d'arte basilese scatenò un «dibattito sulla monumentalità», in cui i rappresentanti del Razionalismo orientato allo scopo rifiutavano l'anacronistica forma di palazzo infine prescelta come dimostrazione di forza di un'idea della cultura conservatrice e «spiritualmente esaurita». Diversamente dal gesto architettonico e dallo spirito antimodernistico dell'epoca degli anni trenta, le acquisizioni effettuate dagli anni venti fino allo scoppio della Seconda guerra mondiale avvennero in senso decisamente moderno. Nel 1934, nella Collezione d'arte pubblica giunsero per la prima volta un quadro di Vincent van Gogh e un insieme di 134 disegni di Paul Cézanne. La Fondazione Emanuel Hoffmann, nata nel 1933, sostenne il Museo d'arte (Kunstmuseum), trasferendosi nella sua sede nel 1940 con le sue opere contemporanee. La svolta che portò al cambiamento del profilo complessivo fu il credito speciale concesso nel 1939 dal Parlamento di Basilea Città per l'acquisto, suggerito dal direttore del museo Georg Schmidt, del patrimonio museale tedesco che i Nazisti avevano diffamato come «arte degenerata».

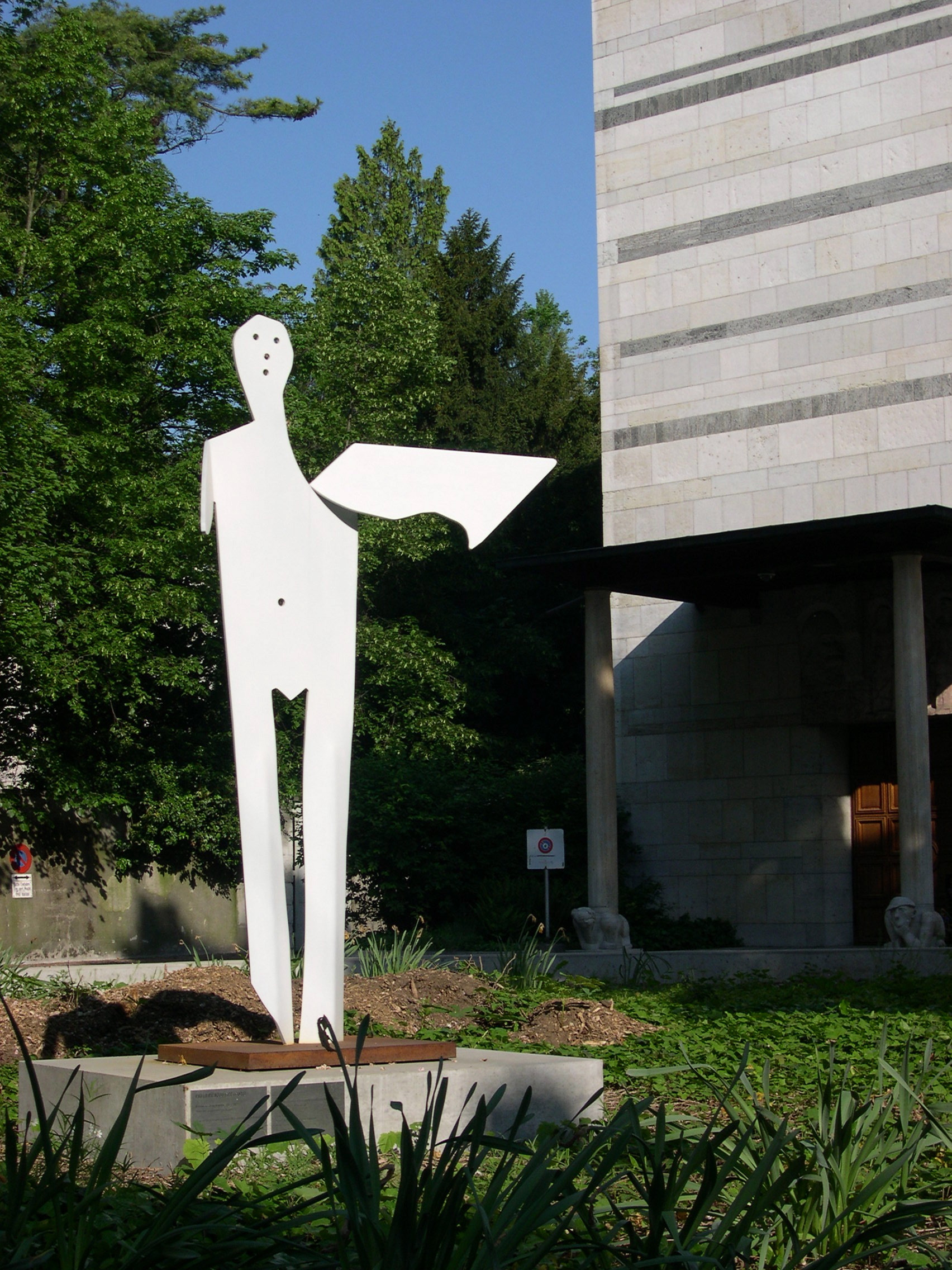
Homme aux bras écartés sulla Picassoplatz dietro il Museo d'arte, 2008

L'affermazione della modernità classica nel Museo d'arte (Kunstmuseum) proseguì con le continue acquisizioni, in particolare di opere del dopoguerra statunitense. Per l'etichetta di «città dei musei» ambita da Basilea, il referendum del 1967 contro l'acquisto di due quadri di Picasso, estremamente controverso e dall'esito negativo, ha un valore straordinario e per la già menzionata cultura del ricordo rappresenta un momento chiave della compenetrazione tra società e museo.

### Democratizzazione, popolarizzazione
Nonostante la conferma plebiscitaria a favore della gestione tradizionale dell'attività museale, dalla fine degli anni sessanta quest'ultima si trovò ad affrontare una crisi permanente. Questa, che non si faceva sentire soltanto a Basilea, nacque dalla profonda rivalutazione sociopolitica della cultura. Le acquisizioni del credito d'arte statale e l'esposizione natalizia del 1967 nella Kunsthalle di Basilea indussero a veementi proteste l'associazione di artisti respinti e divenuta celebre come «Gruppo di Farnsburg». Infine anche il Parlamento cantonale si occupò dei problemi affrontati. Gli eventi portarono a chiedersi se Basilea fosse «solo una città di musei» – definizione ora intesa negativamente – e a un dibattito di ampia portata sulla promozione dei giovani artisti e sul funzionamento dei musei. La fondazione dello Spazio espositivo Klingental («Ausstellungsraum Klingental») alcuni anni dopo è da ascriversi direttamente alle carenze allora tematizzate.

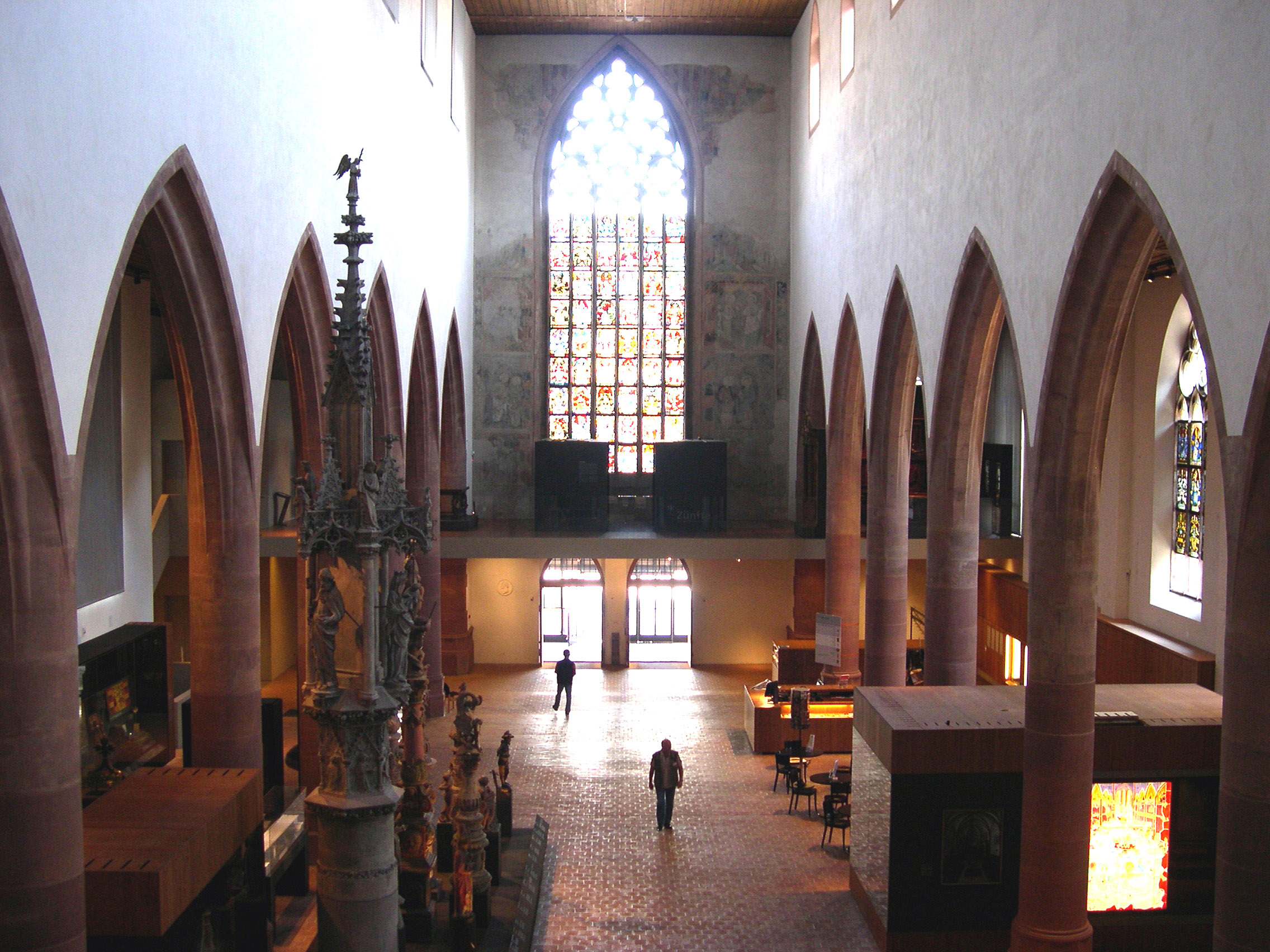
Museo storico: la sala della chiesa Barfüsserkirche liberamente accessibile a un pubblico di visitatori, 2008

La democratizzazione avviata a partire dagli anni sessanta del secolo scorso significò l'abolizione dell'elitarismo a favore dell'egalitarismo, la sconfitta delle paure di prendere decisioni. Il Museo progressivo («Progressives Museum»), che ebbe vita breve (1968–1974) e al cui centro vi era l'opera creativa costruttivista degli anni sessanta nella cerchia delle Nouvelles Tendances, mirava a «creare una collezione moderna, accessibile al pubblico sin dall'inizio» e intendeva evitare qualsiasi «celebrazione secolarizzata». Lo sviluppo di mediazione e di formazione, incarico anch'esso risalente a questo periodo, poteva essere realizzato unicamente con un maggior numero di mezzi disponibili. Tuttavia, dalla metà degli anni settanta si fece sentire anche una situazione finanziaria della mano pubblica sempre più delicata e difficile. Per carenza di fondi, l'Università di Basilea poté proporre un corso di studi in museologia soltanto tra il 1992 e il 1994. A metà degli anni novanta una decisione governativa portò a una riduzione del bilancio dei musei statali pari al dieci percento e di conseguenza nel 1996 due musei, il Museo di design («Museum für Gestaltung») e il Museo della città e della cattedrale («Stadt- und Münstermuseum»), furono costretti a chiudere. L'aspro dibattito che ne scaturì e la pressione di un'iniziativa popolare a favore dei musei di Basilea Città portarono nel 1999 a una legge sui musei di Basilea Città, che poneva il patrimonio dei cinque musei statali rimanenti (Museo delle antichità «Antikenmuseum», Museo storico «Historisches Museum», Museo d'arte «Kunstmuseum», Museo delle culture «Museum der Kulturen», Museo di scienze naturali «Naturhistorisches Museum») nelle mani del Parlamento. Come parte centrale delle spese per la cultura, i musei sono anche argomento della discussione tra i due semicantoni di Basilea, intensificatasi da alcuni anni, sul pagamento della prestazione centrale della città nel quadro della compensazione finanziaria.

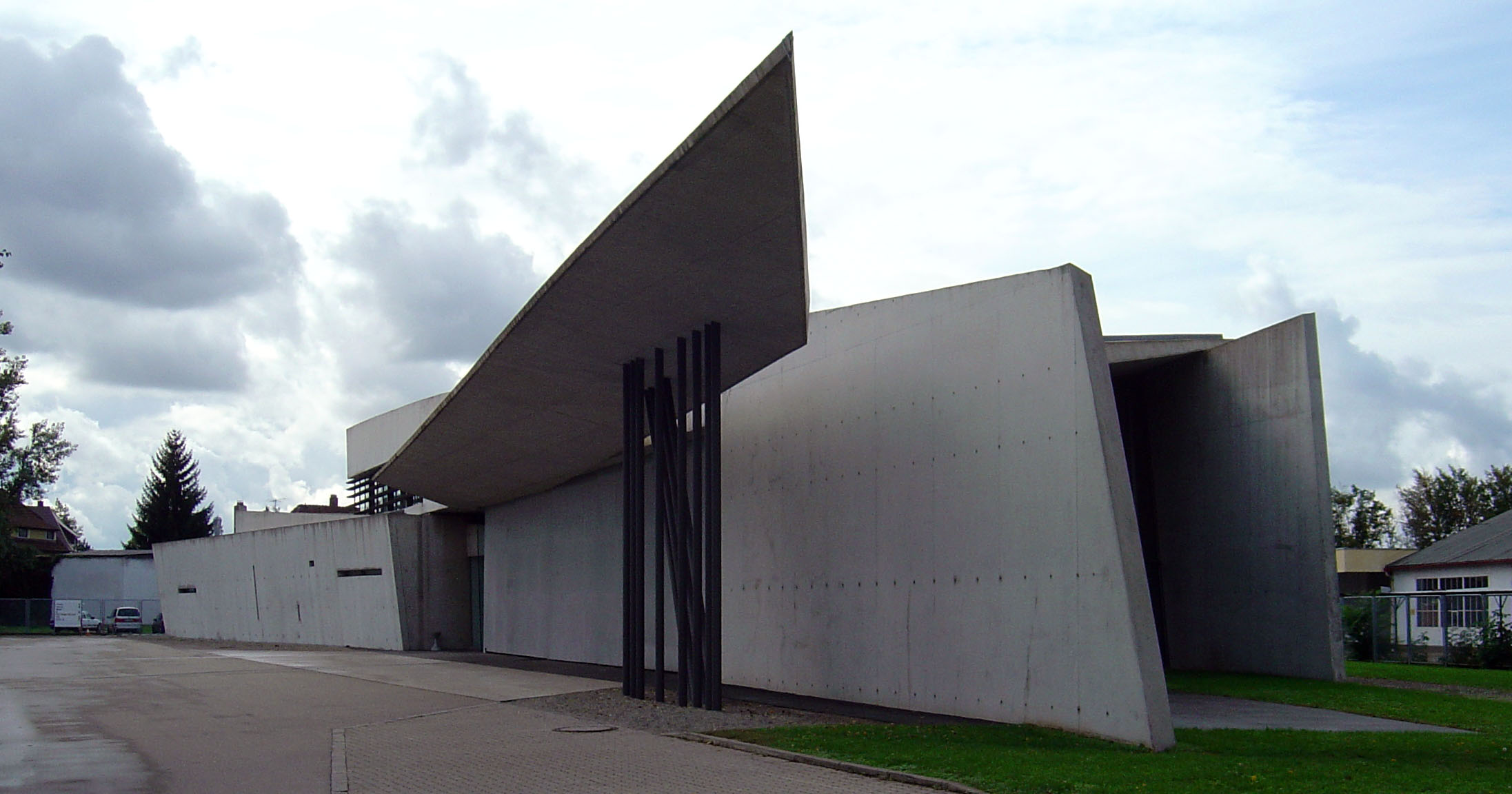
Museo Vitra Design – casa dei pompieri (architetto Zaha Hadid)

Dagli anni ottanta i musei sono stati allo stesso tempo popolarizzati ed estetizzati, dando il via a un'ondata di nuove costruzioni museali, la cui architettura avanguardistica è assurta a fama internazionale. A tale popolarizzazione ha notevolmente contribuito il concetto espositivo del Musée sentimental, concentrato sul mondo di sensazioni quotidiano e non prosaico e che nel 1989 portò a un'esposizione omonima nel Museo di design (Museum für Gestaltung). La Notte dei Musei di Basilea, che si tiene ogni anno, fa registrare circa centomila ingressi; in un anno i musei accolgono circa 1,4 milioni di visitatori (situazione 2006). La popolazione attribuisce ai musei un «ruolo portante per l'offerta formativa nel tempo libero». I musei operano in un ambiente sempre più esposto alle condizioni del mercato del tempo libero e del libero mercato e vengono intesi come fattore chiave per lo sviluppo locale ed economico. A differenza dello stato, l'impiego di fondi privati nel settore museale ha subito un notevole aumento. Le donazioni di mecenati o di sponsor hanno un ruolo sempre più importante nel finanziamento di esposizioni, pezzi da collezione o interi musei e di conseguenza sono molto ambite. Questa situazione concorrenziale si rispecchia anche nella grande autonomia istituzionale dei musei di Basilea Città, che possono essere diretti, come uniche aziende di stato, in base al metodo influenzato dall'economia privata del New public management.